# 早餐
早餐是在早上享用的餐点，通常是廣義上可以理解為睡醒後的第一餐。「早餐」（breakfast）一詞，字面之解釋為「打破禁食」（break fast）。故在英語世界中，會出現如前述的理解，又或（雖然此解釋較少用）代表一種由傳統早餐食品（例如雞蛋，麥片及香腸）所組成，全日均可食用的餐膳。
世界各地的早餐食品均有不同，惟通常都會包括一種具豐富碳水化合物的食品，如穀類、麥片、蔬果等，配上一種含高蛋白質的食品（如雞蛋，肉類及魚類），再加上一種飲料（如茶、咖啡、豆漿或果汁等）。咖啡、茶、果汁、穀類、熱香餅、香腸、煙肉、麵包、新鮮蔬果、雞蛋、蘑菇、焗豆、鬆餅、蛋糕或配上牛油/植物牛油/果醬的吐司，皆為常見的早餐食物。

## 詞源

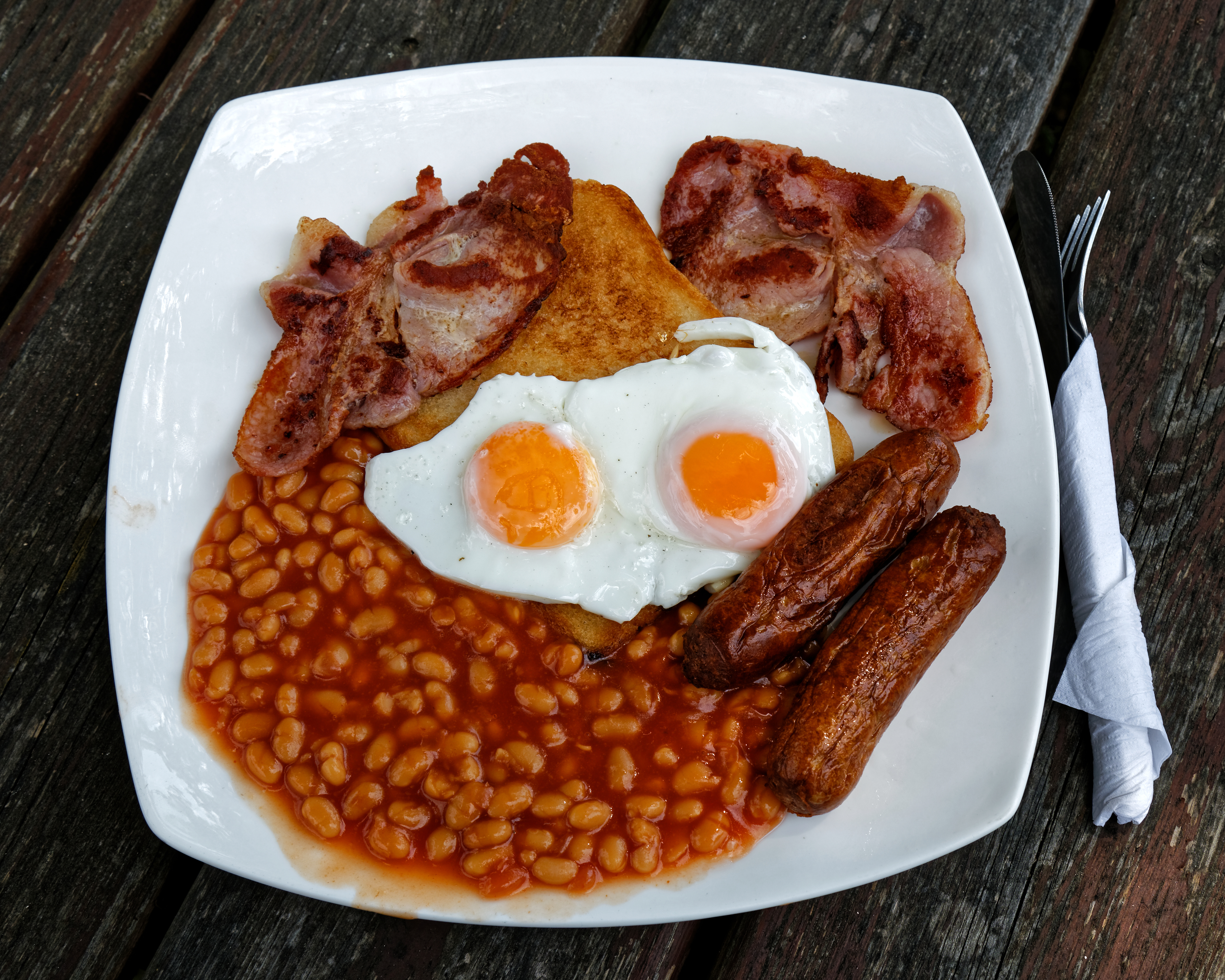
英國早餐

漢語白話文的「早餐」、日語的、德語的和丹麥語的都是「早上的餐」的意思。
漢語文言文中，早餐則以「饔」表示。
而英語的、法語的（現指午餐）和西班牙語的均是打破禁食的意思。

## 非洲

### 埃及
埃及人早餐食品包含了埃及傳統菜餚埃及蠶豆餐，這道傳統菜餚由蠶豆、芹菜、蕃茄、大蒜、洋蔥、檸檬汁、辣椒和雞蛋，並加入芝麻醬、鹽和茴香調味；搭配皮塔餅一起食用。另一種常作為早餐食品的傳統菜餚為油炸鷹嘴豆餅。其他埃及早餐食品包括奶酪和炒雞蛋。

### 摩洛哥

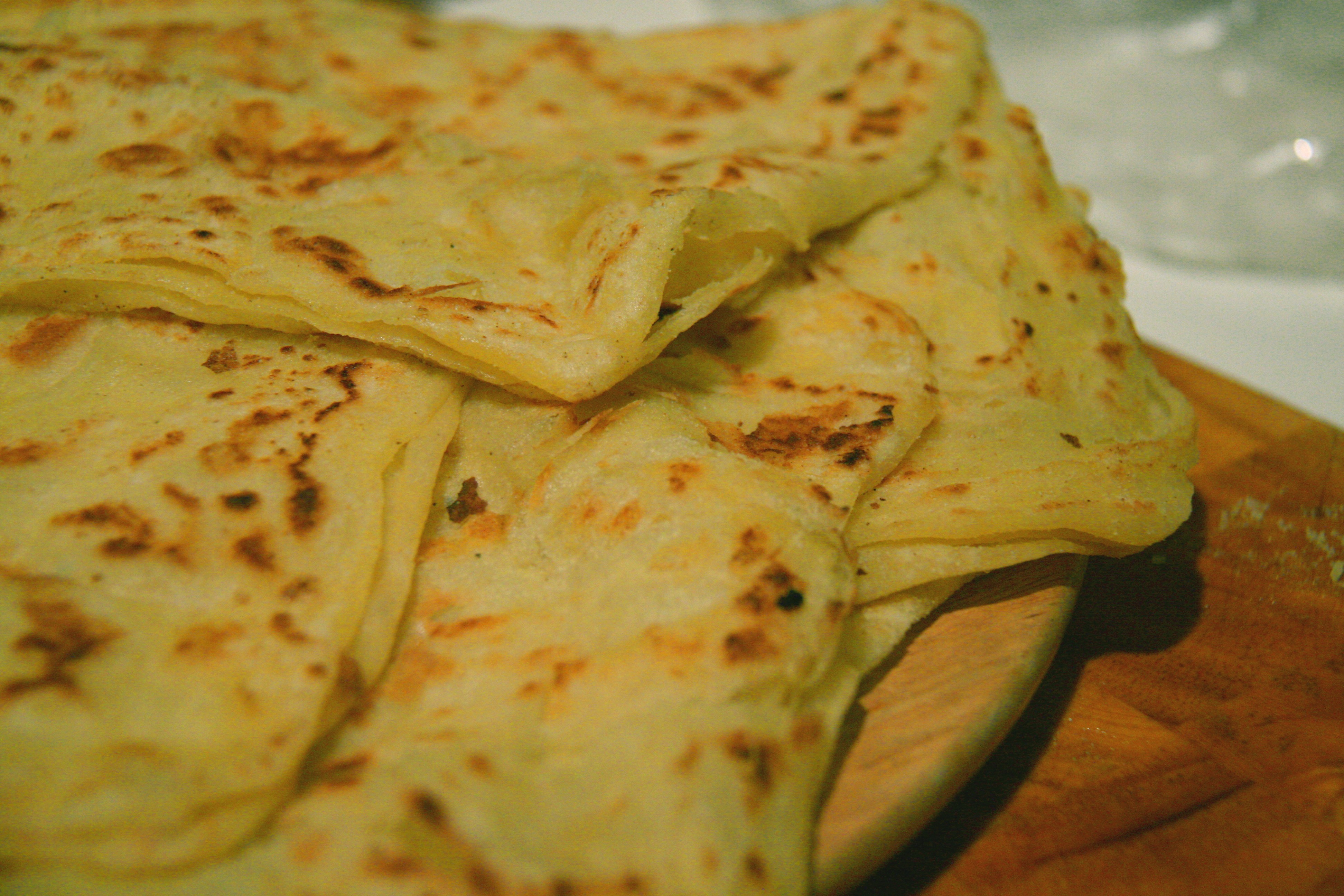
Msemen煎餅為摩洛哥常見的早餐食品

摩洛哥早餐食品包括各種麵包和薄餅，配上橄欖油和茶。

### 突尼西亞
Lablabi (لبلابي)為突尼西亞常食用的早餐食品。

### 尼日利亚
尼日利亚北部早餐包含kosai（油炸豆蛋糕）和funkaso（油炸後加糖的蛋糕）兩種蛋糕。這兩種蛋糕都可以搭配粥和糖食用。

### 塞內加爾
塞內加爾早餐食品包括法國麵包、貝涅餅和新鮮水果，搭配咖啡或茶。

### 索馬利亞

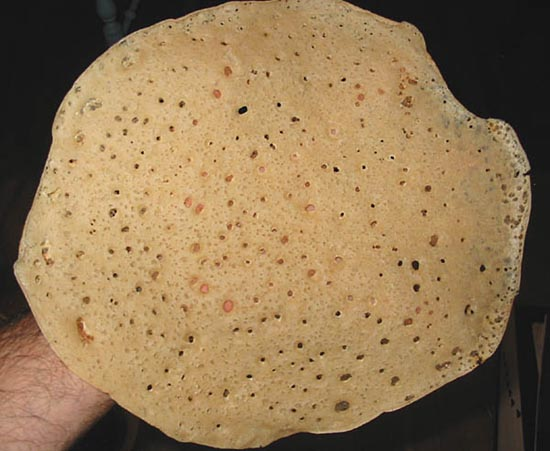
英傑拉為索馬利亞傳統早餐食品

索馬利亞早餐食品包括煎餅狀麵包（canjeero/canjeelo）、啦喉赫（Lahoh）和各種茶飲。麵包常搭配湯、酥油和蜂蜜一起食用。 

### 烏干達
烏干達常見的早餐食品有粥和Katogo。

## 亞洲
亞洲各地的早餐差異很大。在阿拉伯國家，早餐通常是快餐，包括麵包、奶製品和茶。橄欖油的扁平麵包也很受歡迎。

### 中國大陸
由於中國大陸每個省份都有自己獨特的美食料理，各地早餐不盡相同，常見的有粥、豆漿、豆花、煎餅果子、大餅、燒餅、麵茶、胡辣湯，配以油條、包子、饅頭、雞蛋、粢飯等；也有麵食，武漢热乾麵、蘭州牛肉麵、雲南米線就是當地人的主要早餐。有時會上茶樓吃點心，飲品通常是豆漿或茶。一些地區亦有羊肉湯、牛肉湯、烙饃作為早餐，各地早餐幾乎全部為中式早餐，並充滿當地特色。豆漿、饅頭及油條基本上已普及全國。為提高國民體質，推行學生奶計劃。受西方影響，也有以西餅、麵包、牛奶、咖啡等為早餐。

### 香港
由於香港位於廣東地區並前身屬英國的殖民地，香港的早餐主要有粵式和英式的食品為早餐，上班族通常會選擇在快餐店、茶餐廳或粥店購買早餐進食。傳統的粵式早餐食品通常是粥、油條、豬腸粉、炒麵、和各式點心，也有人到茶樓或酒樓飲早茶；香港茶餐廳或快餐店裡通常售賣本地化的西式餐點，如港式奶茶、煎或炒蛋、麵包、湯通粉、方便麵、醃肉(例如香腸、火腿等)、吉列魚柳 ，附送飲料 ；此外，部分茶餐廳或快餐店更可能售賣全套英式或歐陸式的早餐，近幾年便利店亦開始售賣輕便早餐。

### 臺灣
參見：台灣早餐

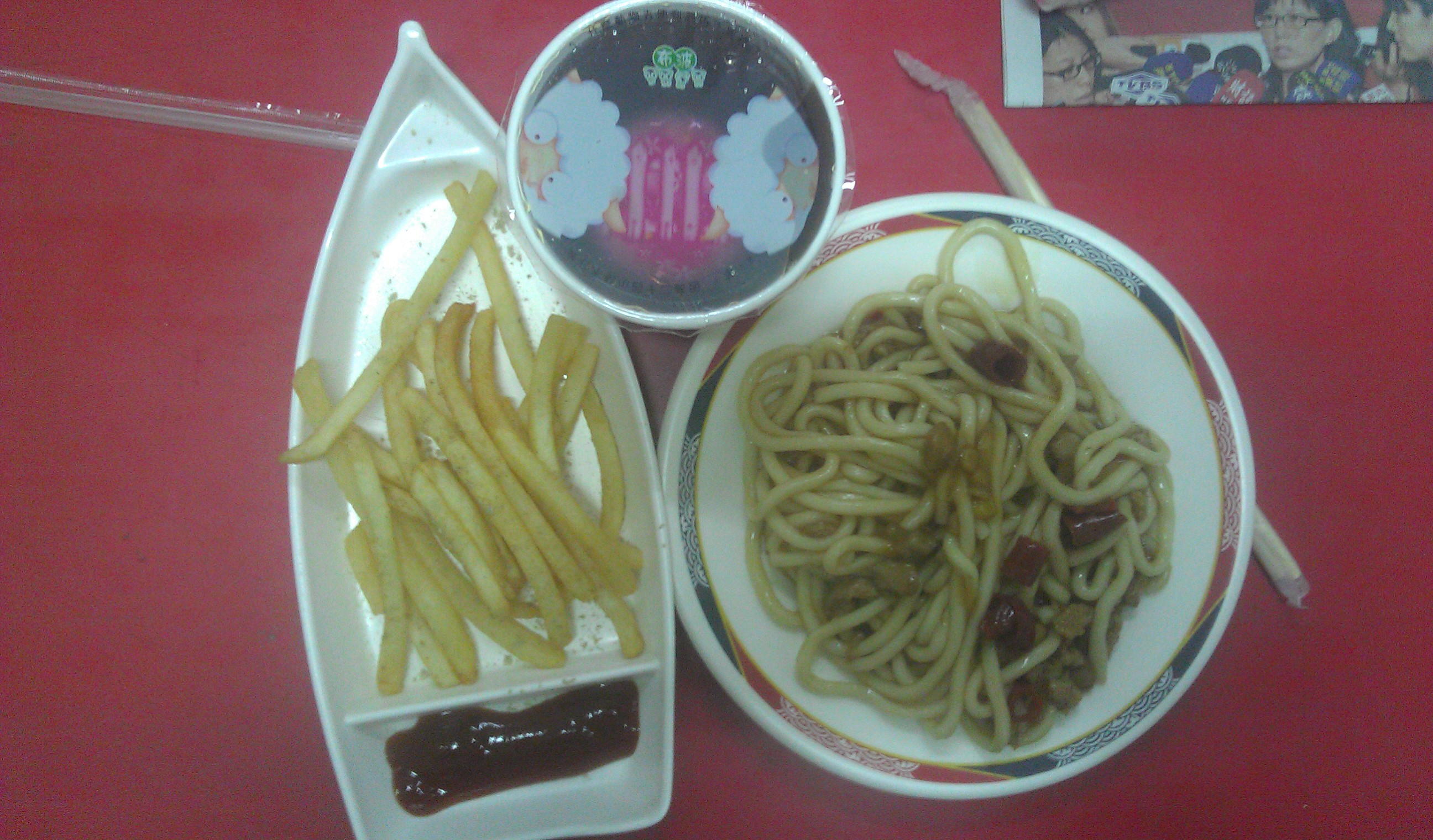
一些臺灣早餐店會賣的菜色─薯條與宮保雞丁鐵板麵，中間的是紅茶

臺灣早餐分為有中式以及西式，並且具有台灣特色。早期臺灣早餐以滷肉飯、炕肉飯、蘿蔔糕、麵食、粥等閩客式餐點為主。而國府遷臺後，帶來了各地各式的中式早餐小吃，如豆漿、米漿、包子、饅頭、燒餅、蛋餅等。西式主要有各類土司、三明治、漢堡、法式燒餅、貝果、可頌等。然現今中、西式早餐界線現在並不明顯了，常可見西式早餐店兼賣豆漿或蘿蔔糕等。由於臺灣飲食文化豐富，因此在細部特色以及偏好上，東西部、北中南部各有差異，各個族群習慣亦不盡相同，如台南可能習慣吃虱目魚肚粥或是川燙牛肉湯、彰化則會吃焢肉飯、台中習慣吃大麵羹等。

### 朝鮮半島
不同於大中華地區，韓國人早餐通常是在家食用，傳統的韓式早餐包含米飯、各種泡菜和湯品（如大醬湯、牛肉湯等）及飯饌，類似正餐簡化版。但近年來，在韓國也多了許多可外食早餐的食堂及輕食店（但仍屬少數），韓國除了有韓式早餐店外也有西式早餐店。

### 日本
現代日本家庭的早餐主要有兩種：日式和西式。日式早餐在日本廣泛出現，但通常只在周末和非工作日食用，年輕的日本夫婦可能更喜歡西式早餐，因為他們準備的時間通常較少。不同於大中華地區，早餐通常是在家食用或在便利商店購買，日式早餐常見的有飯糰、醃菜（蘿蔔乾、酸梅）、味噌汁、納豆、生蛋、綠茶、白飯以及烤魚等，類似正餐簡化版。但在中部地區名古屋一帶則有流行咖啡店點飲料奉送麵包甜點，一般日式咖啡店也有西式早餐販售。

### 越南
越南早餐一般為帶有地方特色食品，如：牛肉河粉，順化牛肉豬腳米線等。越南三明治為受歡迎的一種早餐之一，早餐飲品一般是咖啡，豆漿。在咖啡廳通常都有出售各种早餐套餐。

### 菲律賓
傳統的菲律賓早餐包括鹽麵包，白奶酪，巧克力米粥，大蒜炒飯和各式肉類料理，除此之外菲律賓也有西式早餐。

### 新加坡
新加坡早餐通常會食用咖椰多吐司佐生雞蛋、肉骨茶￼￼、椰漿飯、娘惹糕或豆漿。與馬來西亞早餐相似。

### 馬來西亞
馬來西亞早餐多元化，選擇種類多樣。常見的有馬来式早餐椰漿飯（nasi lemak）及馬來點心；印度式早餐印度煎餅（roti canai）；中式早餐肉骨茶、豆漿或粥；西式早餐、快餐及大馬當地特色小吃等等。馬來西亞傳統早餐有烤麵包和生熟蛋，烤麵包會抹上咖椰和牛油，再搭配一杯咖啡或美祿。

### 緬甸
緬甸早餐包括有緬式、粵式、雲南式和印度式，緬式早餐有炒飯和魚湯麵，配上綠茶；粵式早餐有油條、包子、饅頭、燒賣，配上印度奶茶和咖啡，雲南式早餐則包括米線、米苔目、黃麵條和巴巴絲，可乾吃也可搭配為湯麵；印度式早餐有饢、印度烤餅 ，配上印度奶茶和咖啡。

### 印度
印度早餐至少有25種，每種都包含100多種不同的料理。印度的每個州都有不同的特色菜和早餐。因此，在印度沒有單一的標準印度式，而是隨著地區的變化。然而，人們可以將印度的早餐大致分為兩類：北印度和南印度。印度的東部和西部地區也有具地方特色的早餐。
典型南印度早餐包括蒸米漿糕、瓦達和多薩，並配上印度蘸醬和燉湯食用；典型的北印度早餐為大餅或煎餅，配以蔬菜咖哩，豆腐和泡菜。

### 中東

##### 伊朗
伊朗早餐通常食用各種大餅，佐以白奶酪，黃油，果醬（morabba），蜂蜜，濃縮奶油並配上堅果，新鮮乾果，茶和咖啡食用。伊朗人喜歡喝加糖的熱紅茶，其他伊朗早餐食品包括粥、扁豆湯煎雞蛋和蛋包。

##### 以色列
以色列早餐融合了東歐、馬格里布和黎凡特的文化特色，通常包括各式奶酪，蔬菜，炒蛋（或其他種類的煎蛋） 和麵包。最常用的蔬菜是黃瓜，番茄和紅柿子椒，也包括了胡蘿蔔和洋蔥。奶製品包含奶渣、茅屋起司、埃德姆起司和希臘式優格。以色列早餐配有咖啡，茶和果汁。

##### 阿拉伯國家
常見的早餐食品有皮塔餅和希臘式優格。

##### 土耳其
典型的土耳其早餐包括麵包，奶酪（beyaz peynir，kaşar等），黃油，橄欖，雞蛋，番茄，黃瓜，果醬和蜂蜜。其他早餐食品還有辣土耳其香腸（Sucuk）、土耳其酥餅（börek）和各式湯品（羊湯和燉雞湯等）。在伊斯坦布爾，皮塔餅為常見的早餐食品之一。

## 歐洲
根據梅里亞姆-韋伯斯特指出，歐陸式早餐包括咖啡，果醬，水果和烘焙食品，如麵包和糕點，因為它們是貨源穩定的，並且可以適合大群人的份量供應。歐洲國家的人通常會吃麵包或糕餅為早餐，飲料通常是果汁、茶、鮮奶或咖啡。
在歐洲東南部國家，如保加利亞，波士尼亞，黑山，馬其頓和克羅地亞的部分地區，早餐通常包括各種鹹甜糕點，奶酪，肉類或果醬餡。最典型的早餐包括兩片土耳其酥餅（burek）和一杯酸奶。

### 阿爾巴尼亞
在阿爾巴尼亞，早餐通常包括烤餅、牛奶、茶、雞蛋、果醬或奶酪。在早餐期間肉類並不常出現，而通常出現海鮮，例如罐裝沙丁魚或金槍魚，其通常與調味品如芥末或蛋黃醬一起食用。全麥穀物和糕點主要由兒童食用。

### 克羅地亞
克羅地亞大多為歐陸式早餐，包括各種糕點、發酵乳製品（優格、酸奶和酸奶油）和火腿臘腸冷盤。其他早餐食品有西式蛋餅佐蛋黃醬、芥末醬或紅椒醬。飲品方面咖啡比茶更受歡迎（主要是涼茶）。

### 塞爾維亞
塞爾維亞早餐包括不同形式的雞蛋料理（例如：煎蛋捲配佐培根，洋蔥和乳酪），罐裝魚或開胃三明治搭配煙燻火腿，羊奶酪和沙拉。各種類型的餡餅和糕點也作為常食用的早餐食品。酸奶和咖啡是早餐首選的飲品。

### 羅馬尼亞
傳統的羅馬尼亞早餐包括牛奶，茶或咖啡以及麵包加奶油、蜂蜜、果醬或蜜餞。有時奶油麵包是鹹味而不是甜味，並加入醃製肉類，薩拉米香腸或奶酪。近年來，羅馬尼亞人也開始用乾果和牛奶代替傳統早餐的穀物食品，儘管還不是很普遍。根據2014年的一項研究，有35％的羅馬尼亞人吃熱食菜餚當作早餐，如西式蛋餅或煎蛋，15％吃三明治。大多數人飲用咖啡，其中有67％的人飲用土耳其咖啡，但越來越多的人開始使用滴濾或過濾咖啡。煎餅配水果蜜餞，果醬或奶酪傳統上被視作為甜點，但近年來越來越多的羅馬尼亞人開始在周末將它們作為早餐來食用。

### 希臘
希臘的早餐包括麵包加奶油、蜂蜜或果醬搭配咖啡或牛奶；也會食用麥片。其他早餐食品包括各式糕餅，早餐常會出現的咖啡有希臘法拉沛咖啡和土耳其咖啡。傳統希臘早餐（熱牛奶，新鮮麵包，黃油和蜂蜜或酸奶）可在特殊的“牛奶店”中找到，牛奶店在1970年至1990年間被逐步消失 ，現今在雅典有一間，其餘分佈在一些小城鎮。

### 馬爾他
馬爾他早餐上融合了英國和歐陸元素。馬爾他人通常食用牛奶穀物麥片當作早餐，有時還喝一杯咖啡或茶。現今，穀物棒也成為島上常見的早餐。由於英國在馬爾他有強烈影響，傳統的馬爾他英式早餐包括雞蛋，香腸和煎培根，但這種情況幾乎完全消失，因為更多的地中海式和歐陸式飲食被發覺。近幾年，泛店通常提供歐陸式早餐和全套英式早餐。

### 西班牙
西班牙早餐包括咖啡牛奶、高樂高、柳橙汁、餅乾或吐司搭配黃油和果醬。除此之外，最常見的早餐食品是西班牙油條。

### 葡萄牙
葡萄牙人早餐通常會吃麵包(切片或三文治)，也會吃麥片或蛋糕、酸奶等，喝牛奶或咖啡，也有人會在早上喝茶。

### 義大利
意大利的早餐多半會喝一杯拿鐵咖啡或卡布奇諾搭配可頌麵包（Brioche）或塗有奶油、果醬的麵包，熱咖啡有時可以用熱茶代替，被稱為prima colazione或colazione。除此之外，義大利早餐也會食用Fette biscottate（餅乾狀硬麵包）和餅乾。

### 德國和奧地利
典型的德國式早餐包括麵包、火腿、奶酪、黃油、果醬、肉醬、冷盤、熟雞蛋、咖啡或茶。其他早餐食品還包括穀物、酸奶、麥片和水果，以及客製化雞蛋料理（通常在較小的旅店或住宿加早餐飯店）。在德國一些地區有Second breakfast的習慣。

### 瑞士
瑞士早餐通常與鄰國食用的早餐食品相似。傳統上，辮子麵包（或züpfe）在周日早晨和新年食用。

### 法國
典型的法國早餐包括一杯飲品，通常是咖啡、熱巧克力、柳橙汁或葡萄柚汁。早餐主食通常食用法國麵包、布莉歐、牛角麵包、朱古力麵包和提子乾麵包。其他早餐食品包括了麥片和水果，傳統的法式早餐不包括任何鹹味食品，但飯店的自助早餐通常包括火腿，奶酪和雞蛋。法國傳統對早餐並不重視，這可以從法語中早餐——（小午餐），看得出來。

### 荷蘭和比利時
荷蘭人和比利時人早餐時通常會食用含有奶油的切片麵包以及各種配料，包括乳製品（多種奶酪）、各種醃製肉類、甜醬料，如果醬、糖漿、蜂蜜、Kokosbrood或花生醬；除此之外，荷蘭早餐還會有各種巧克力配料（巧克力米、Vlokken、巧克力醬），早餐常見的飲品有茶，咖啡，牛奶和果汁。其他早餐食品還包括葡萄乾麵包和雞蛋料理（煎雞蛋或煮雞蛋）。在特殊場合，如復活節，聖誕節，母親節等節日，早餐食品通常是相同的，但有更多樣化的選擇（即各式奶酪、火腿和麵包等）。

### 丹麥
典型的丹麥早餐包括黑麥麵包（rugbrød）、奶酪、雞蛋 、火腿，香腸或肝醬。其他食品包括穀物片（如燕麥片，玉米片）、酸奶、圓麵包和白麵包，早餐飲品為咖啡或茶。

### 瑞典
瑞典的早餐通常是開放式三明治，包括軟麵包或脆麵包加上冷盤，奶酪，炒蛋或水煮蛋，醃黃瓜，西紅柿或黃瓜；其他早餐食品包括穀物片、酸奶和牛奶。常見的早餐飲品有果汁，咖啡，熱巧克力或茶。

### 挪威
挪威最常見的早餐是開放式三明治（smørbrød）、各式冷盤、奶酪、穀物片和酸奶。 更豐富的早餐可能包括魚類，各式奶酪，雞蛋，培根，麵包和穀物。1990年代以來，羊角麵包或巧克力酥餅等糕點越來越普遍。

### 英國和愛爾蘭
在英國和愛爾蘭，平日早餐通常食用麥片、有果醬的土司（即土司）、香腸、蛋類食品以及醃肉等。早餐傳統飲品為紅茶。

### 匈牙利
匈牙利早餐通常包括麵包、奶油、奶酪、奶渣、利普萄軟質乾酪、各式肉類冷盤。雞蛋料理、蔬菜（如辣椒，青椒，西紅柿，蘿蔔，蔥和黃瓜）和法式吐司也是匈牙利常見的早餐食品。有時早餐為一杯牛奶，茶或咖啡，搭配糕點，麵包卷或基夫利面包。

### 拉脫維亞
拉脫維亞常見早餐食品為開放式三明治，和北歐國家相似。拉脫維亞人通常在早餐飲用咖啡。

### 波蘭
波蘭早餐食品包括麵包、各式冷盤肉類、西紅柿，瑞士奶酪和切片泡菜。雞蛋經常為波蘭主要的早餐食品，大多是水煮蛋或炒蛋。波蘭早餐飲品包括咖啡，牛奶，熱可可或茶。

### 俄羅斯
傳統俄國早餐包含卡莎、布利尼、錫爾尼基，開放式三明治、奶酪和冷盤也是常見的早餐食品。

## 北美

### 加拿大
加拿大的早餐與美國的早餐相似。傳統的早餐食品包括豬肉香腸或培根，雞蛋，烤麵包，麥片，煎餅（或法式吐司），楓糖漿或熱燕麥片。常見的早餐飲品包含咖啡和茶。

### 美國
美式早餐通常包括冷熱穀物，雞蛋(炒或煎)，香腸，煙肉，麵包，美式鬆餅￼￼(以鹹為主) ，比利時鬆餅或餅乾。歐陸式早餐與英式等各類型全套早餐自近約 30至 40年前開始在美國也很常見。

## 中美

### 墨西哥
傳統的墨西哥早餐包括以不同方式烹製的雞蛋，以及配有玉米餅的豆類。同樣非常傳統的食品是chilaquiles（玉米餅配奶酪和辣椒醬）和entomatadas（辛辣辣醬玉米餅餡的變種）。

### 哥斯達黎加
哥斯達黎加最常見的早餐食品為gallo pinto，基本上由米飯和豆子組成，配上煎蛋、洋蔥、刺芹、奶酪和大蕉。黑咖啡和牛奶都是傳統早餐飲品。另一種受歡迎的早餐食品是“chorreadas”，為一種甜玉米煎餅；並通常搭配奶酪或一種叫做“natilla”的酸奶油。

### 古巴
古巴傳統早餐包括甜點和咖啡。在農村地區，農民以烤豬肉，豆類和白米飯當作早餐。

### 多明尼加
多明尼加早餐因地區而異，在多米尼加共和國，早餐根據地區而有所不同。在內陸，早餐習慣食用蔬菜和水果。在首都，早餐包括咖啡加牛奶或熱巧克力，麵包，黃油和奶酪。

### 瓜地馬拉
瓜地馬拉早餐包括雞蛋、豆子、咖啡奶酪和大蕉。其他早餐食品包括穀物、柳橙汁和各式水果。

### 宏都拉斯
宏都拉斯早餐包含麵包，咖啡或牛奶。其他早餐食品包括雞蛋、大蕉和玉米餅。

### 牙買加
牙買加早餐時包括阿開木煮鹹魚、Callaloo、Johnnycake和香蕉。

### 尼加拉瓜
尼加拉瓜早餐包括gallo pinto、雞蛋、奶酪、玉米餅和芭蕉。早餐通常飲用的各式果汁和咖啡。

## 南美

### 阿根廷
阿根廷早餐包括Tostada和牛角麵包，並配上咖啡和柳橙汁。

### 巴西

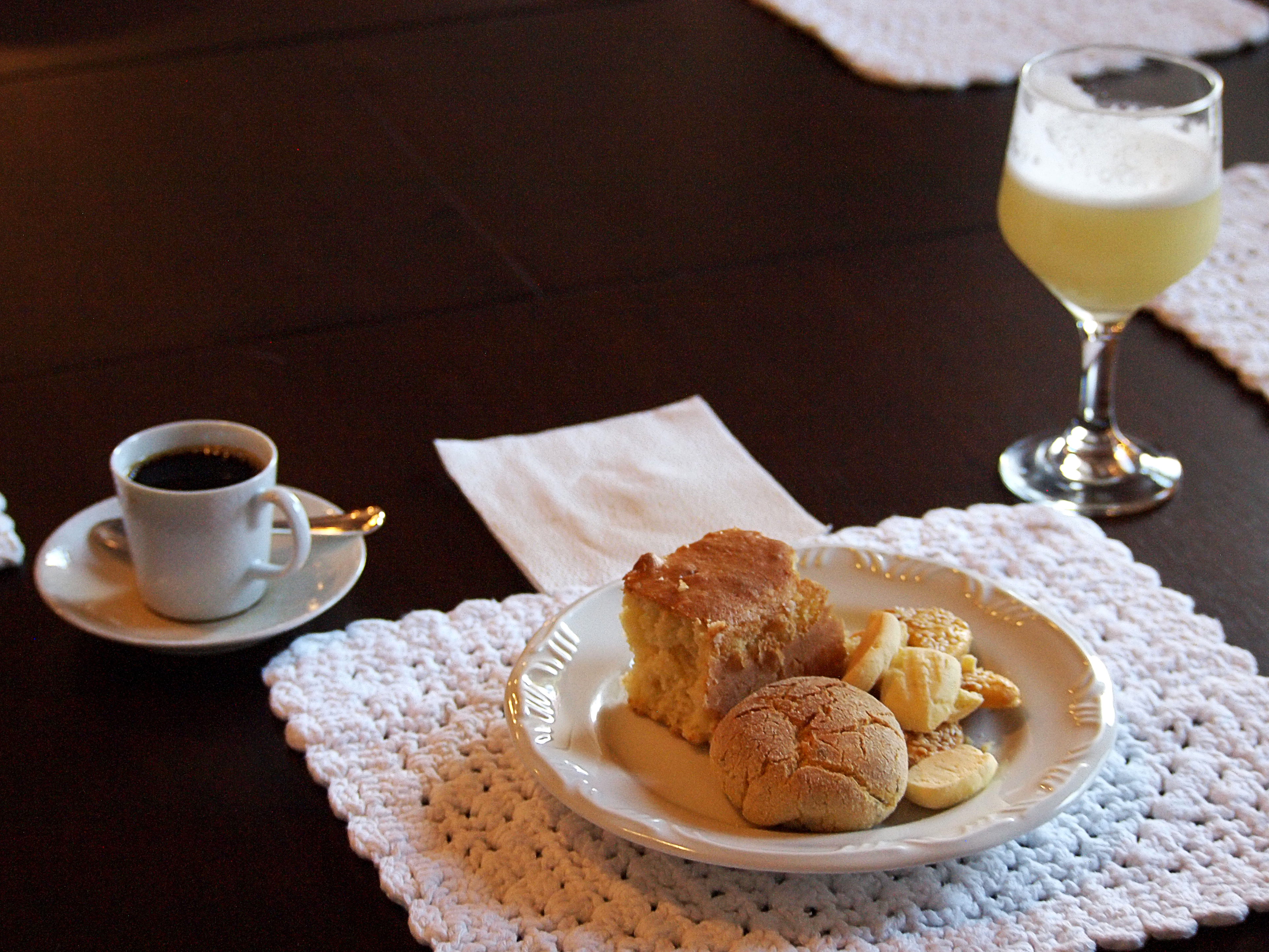
巴西的早餐

巴西的早餐食品很簡單，因為“巴西人認為午飯是一頓更重要的餐”。早餐在巴西被稱為CafédaManhã（葡萄牙語），意思為“早晨咖啡”，巴西早餐食品包括麵包、水果、穀物麥片、蛋糕、咖啡、牛奶和果汁。

## 註解
1. ↑  「饔」，拼音：，注音：，粤拼：，音同「邕」

## 早餐料理圖集

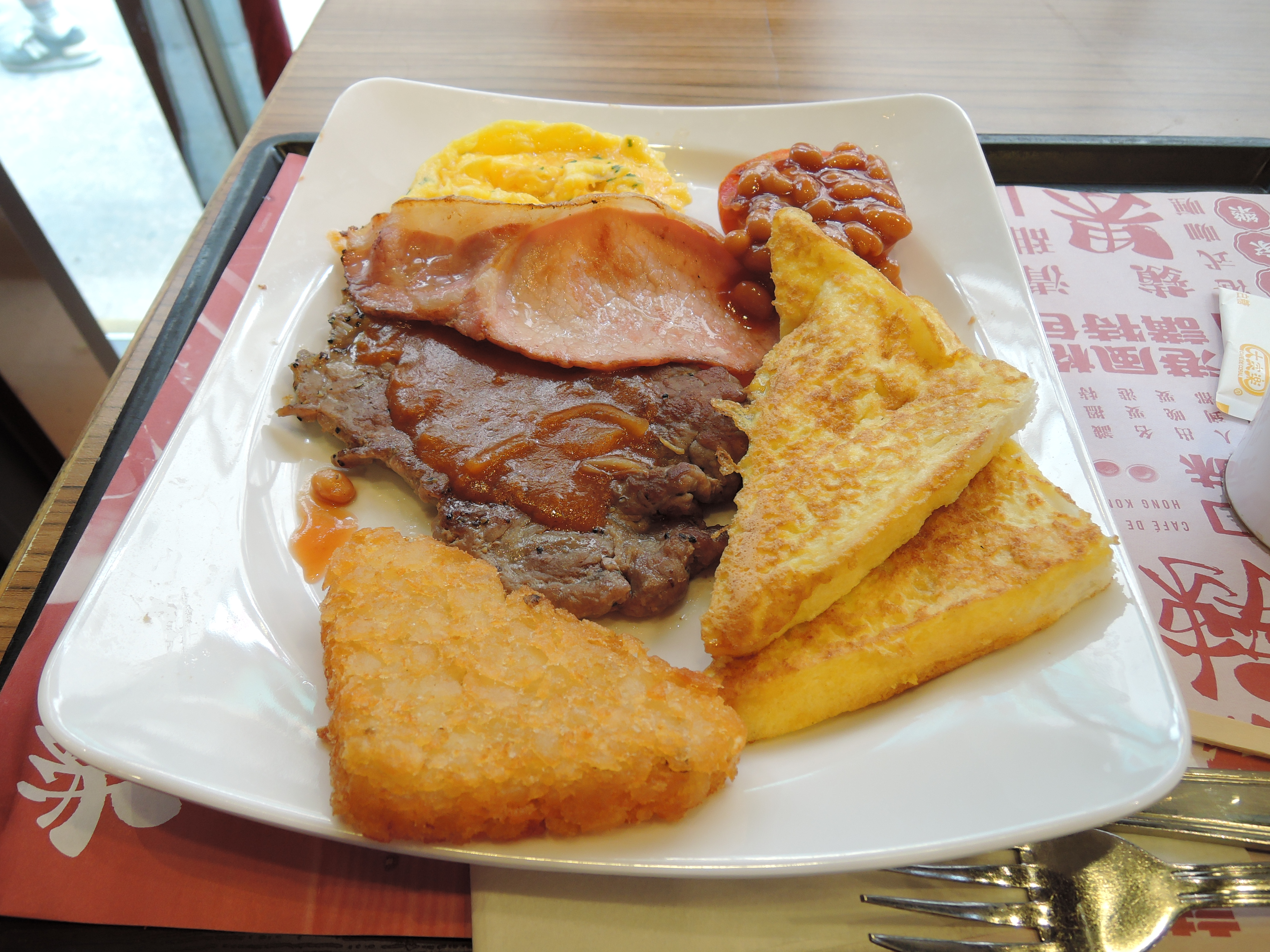
大家樂豐盛早餐
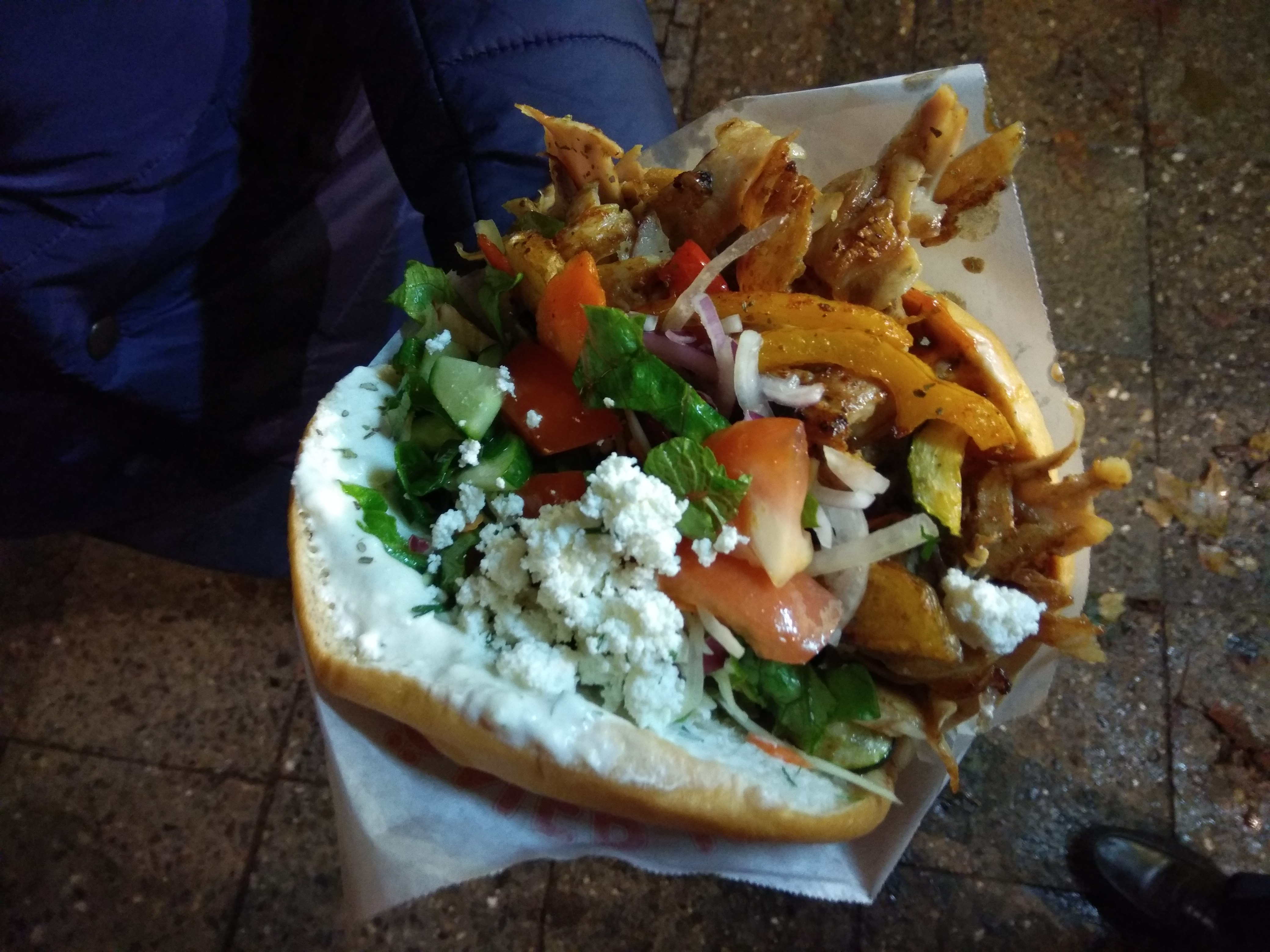
一個三明治早餐
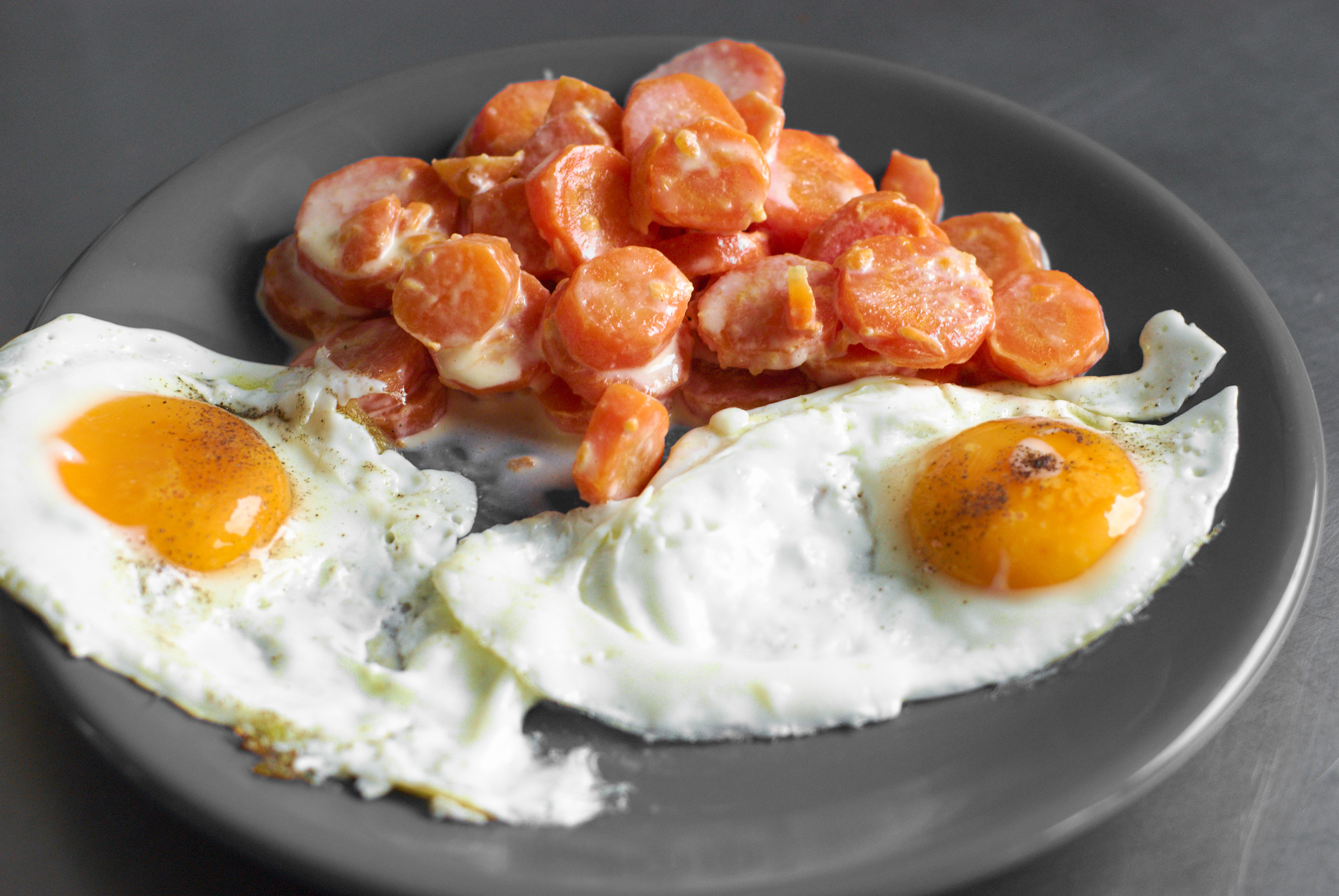
自製簡單西式早餐
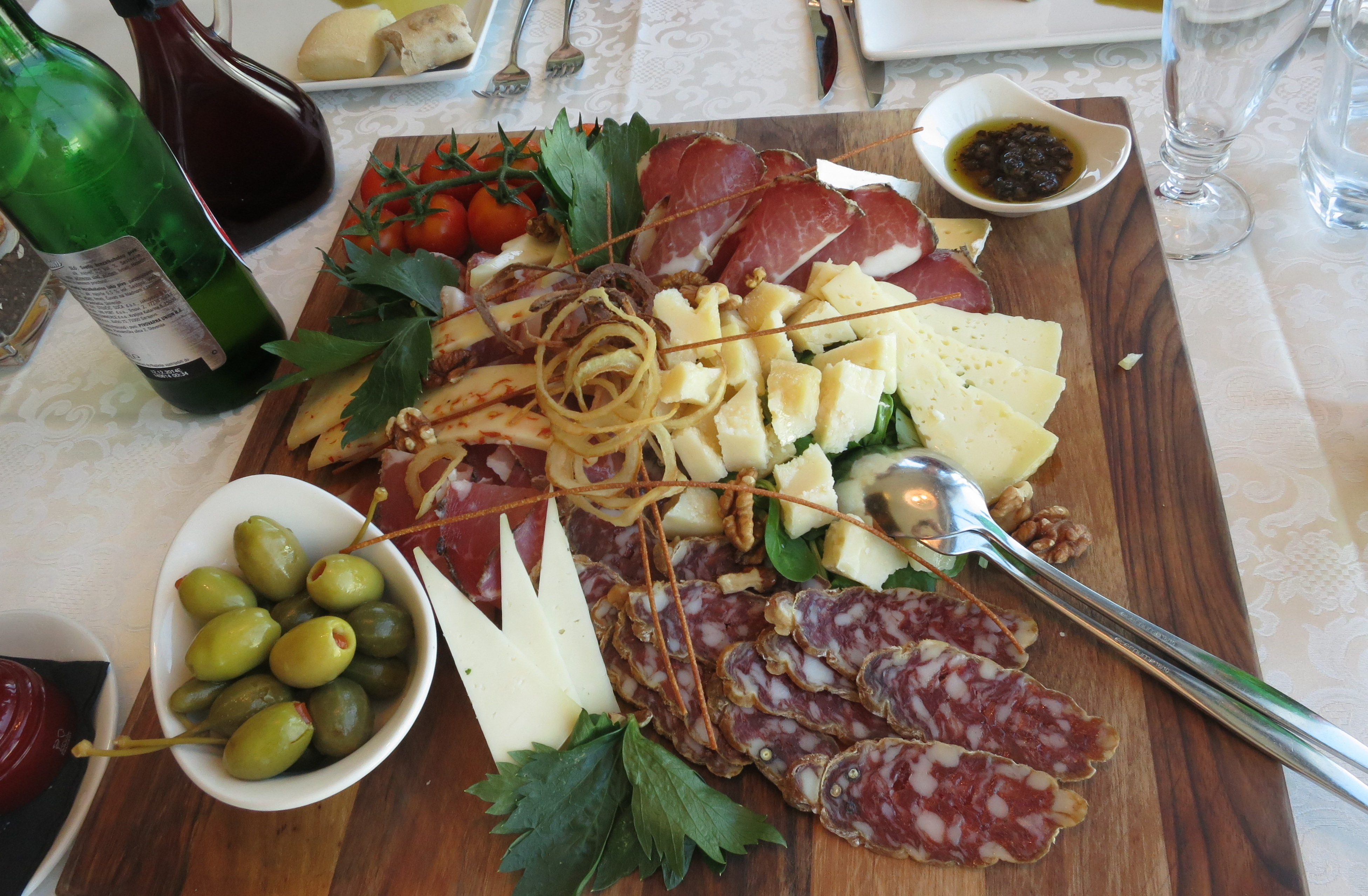
早餐凍肉和奶酪拼盤
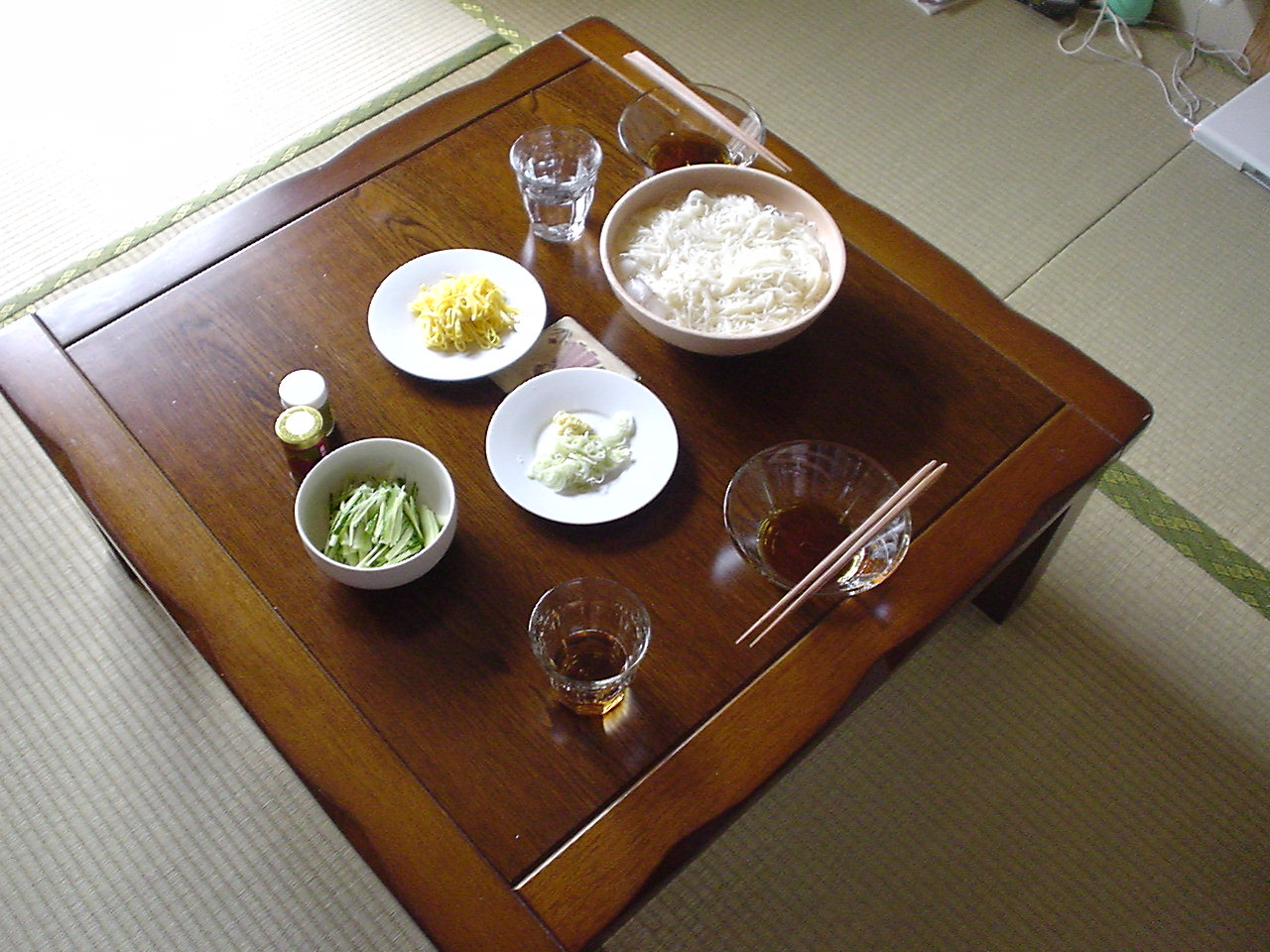
亞洲麵食早餐
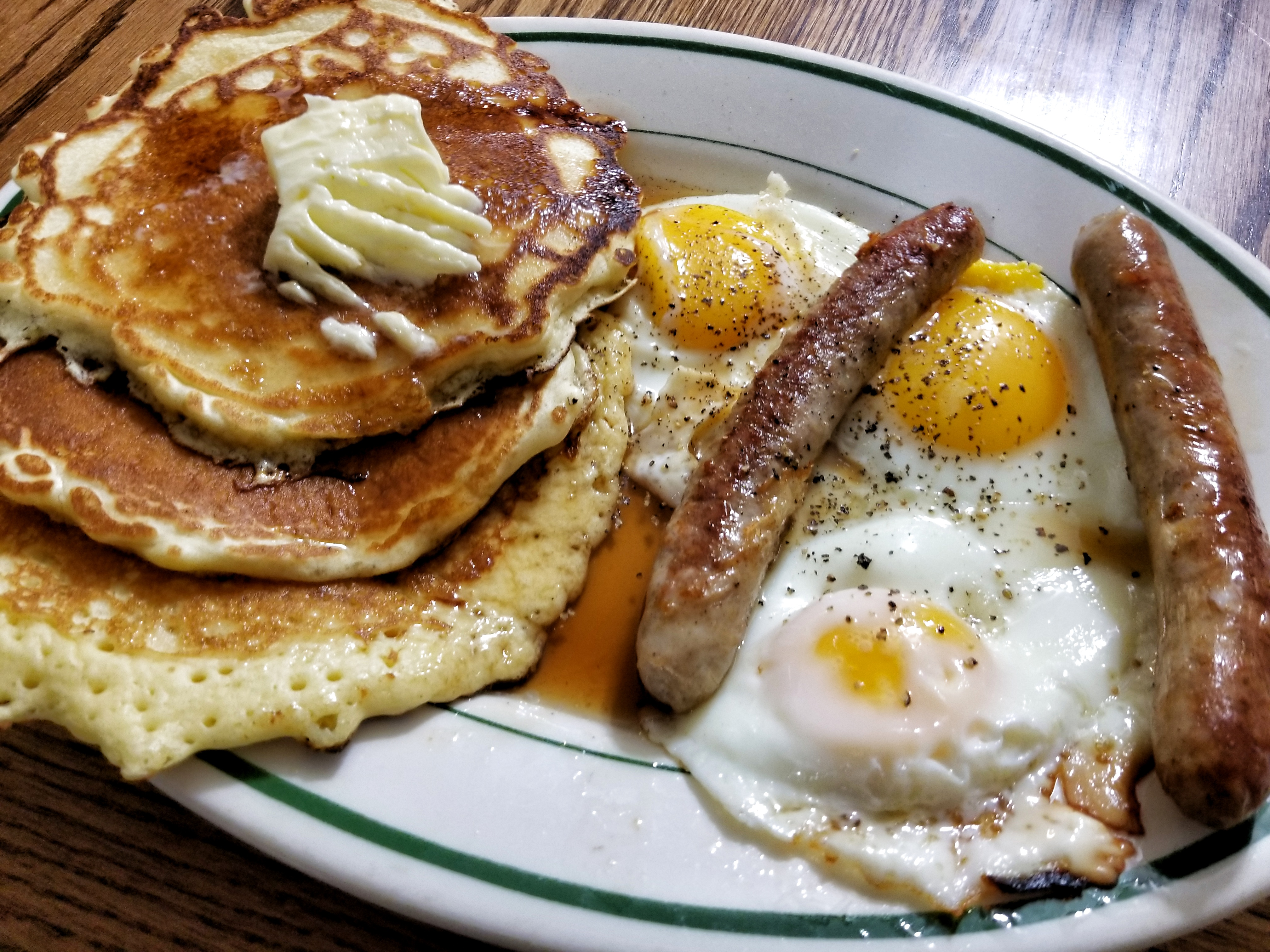
特色歐洲風格早餐
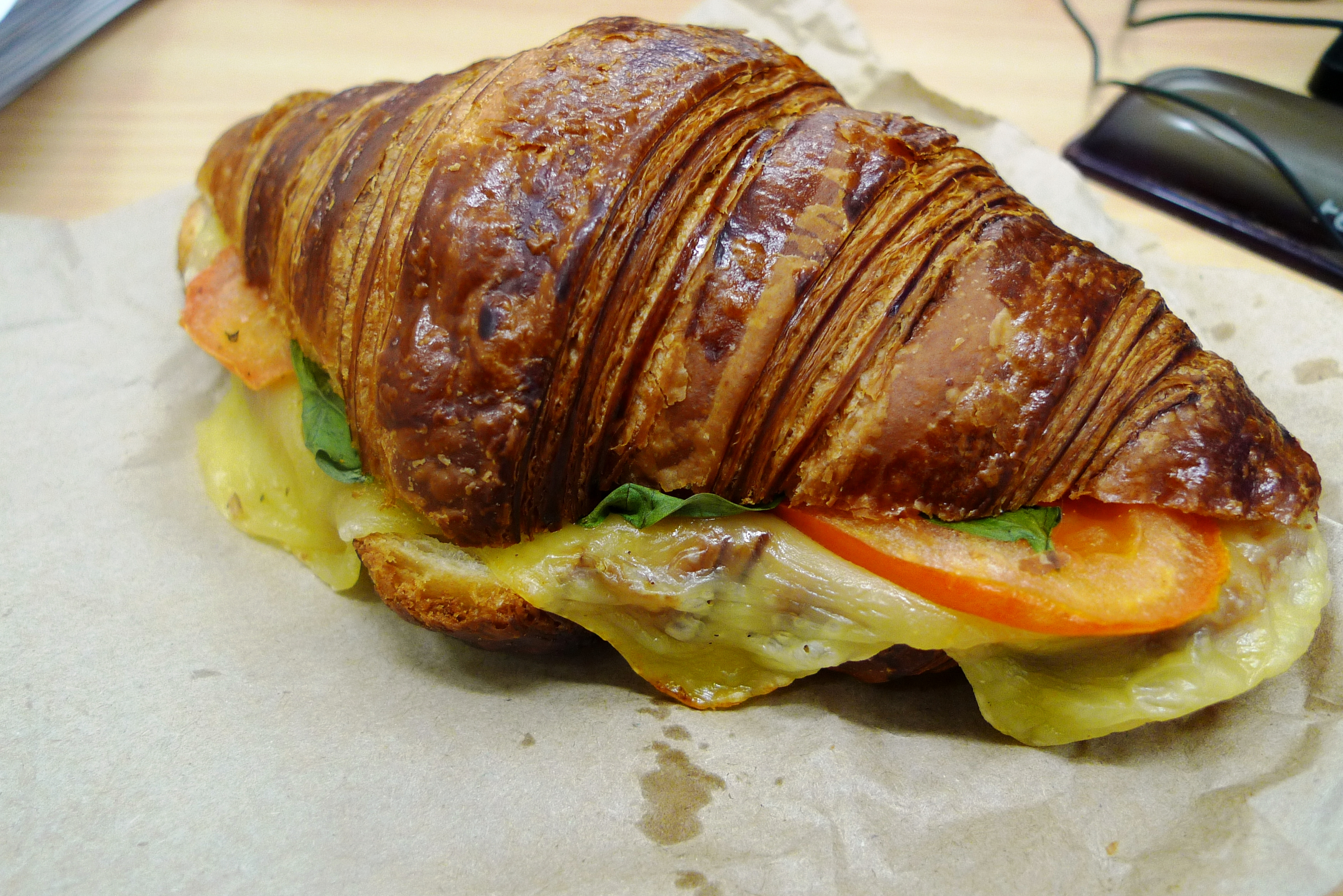
一個牛角三文治
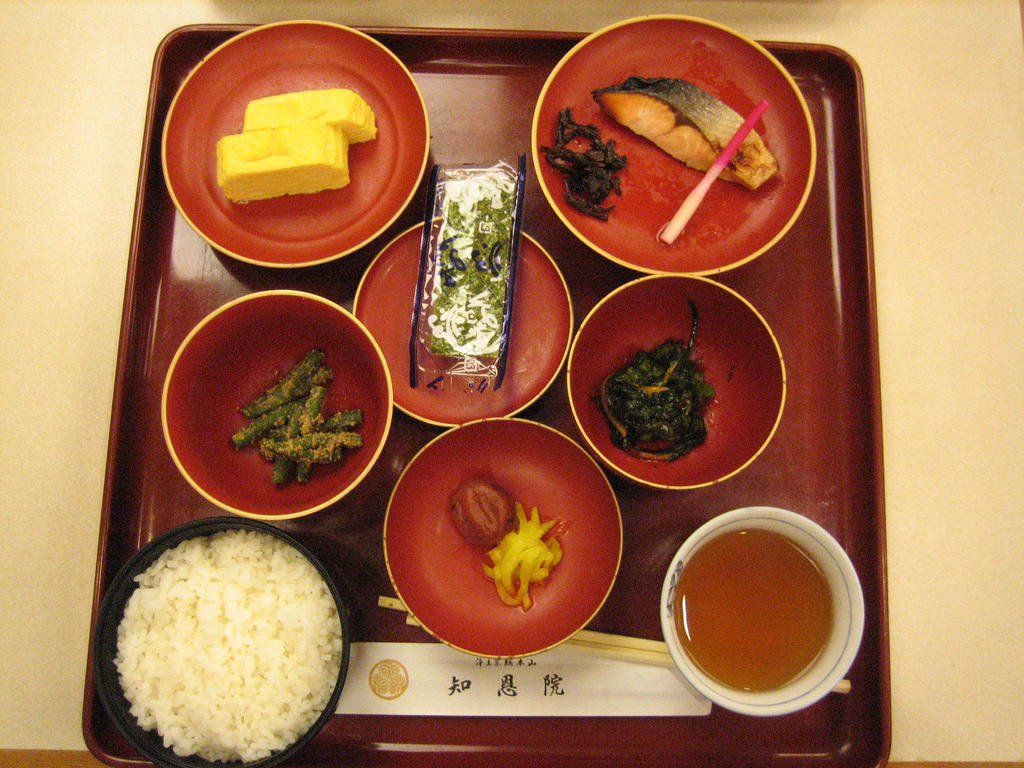
日本佛寺早餐
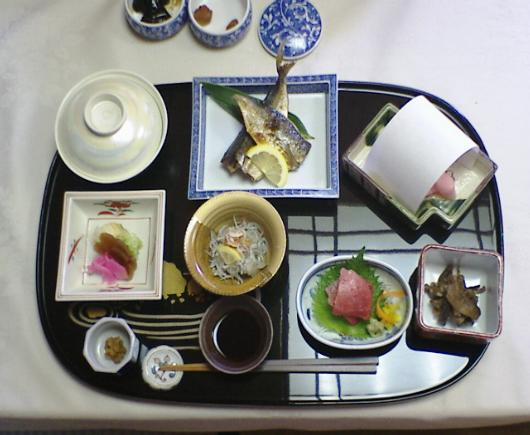
傳統日式早餐
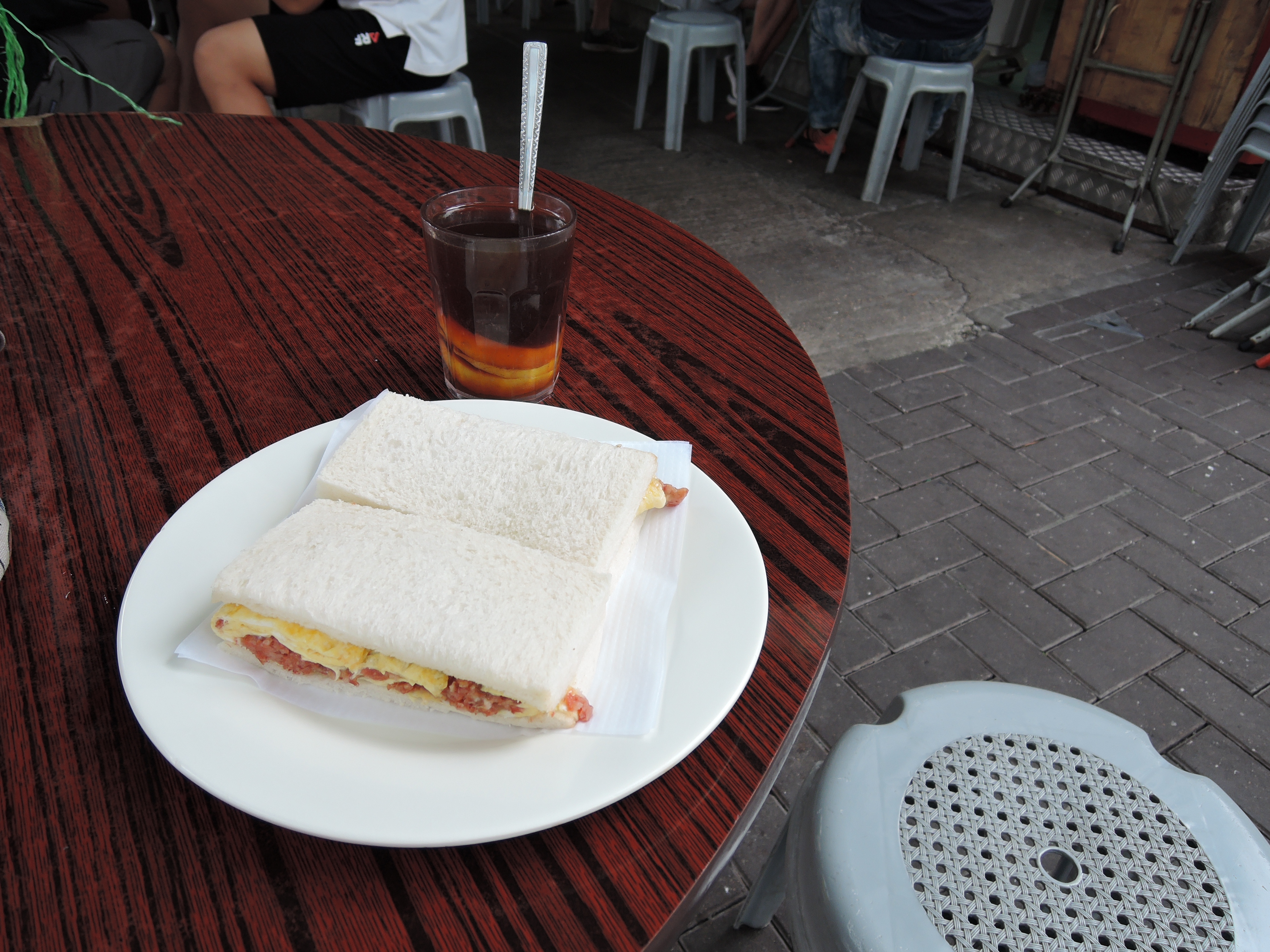
三文治早餐
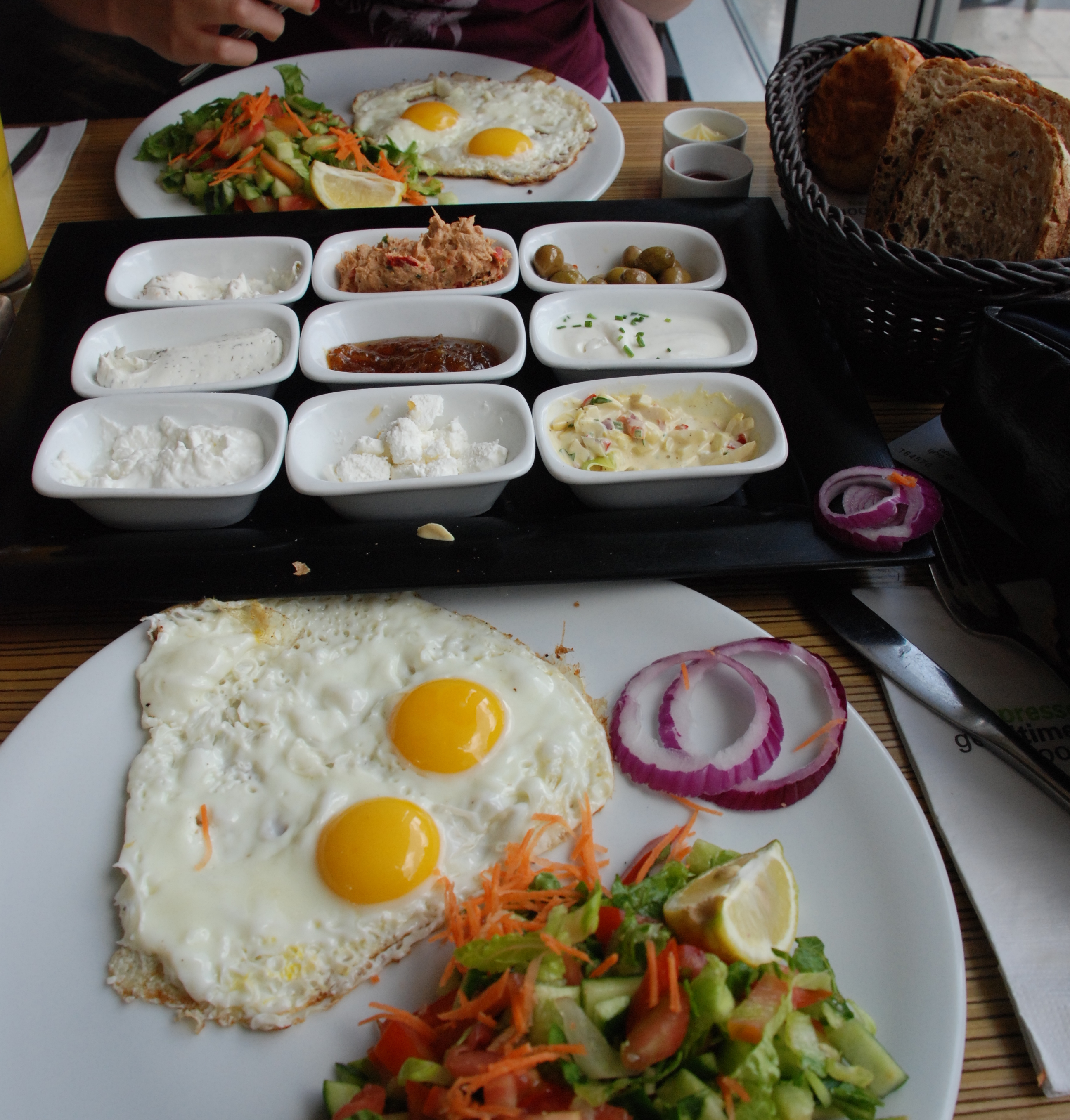
以色列早餐
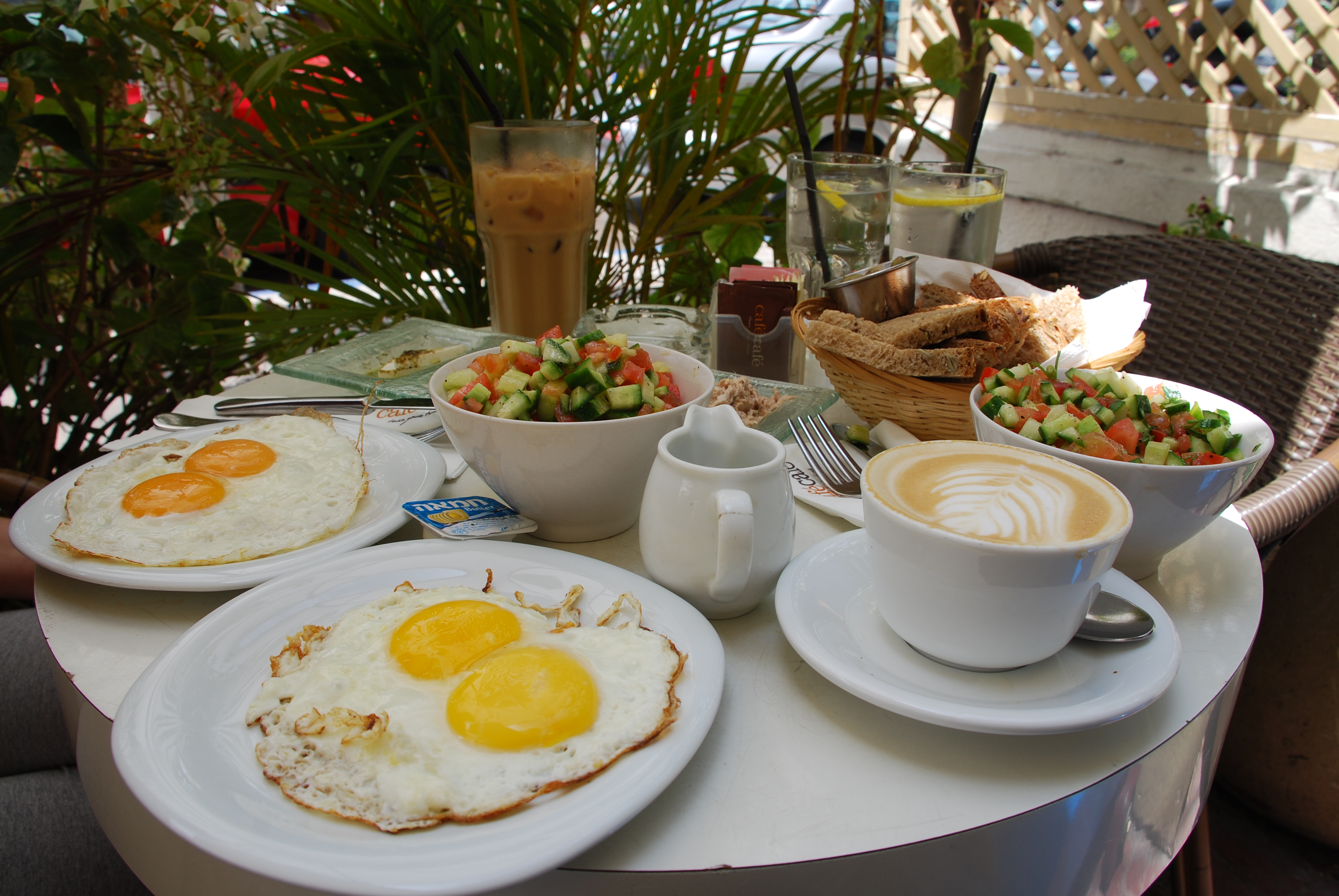
咖啡店供應的以色列早餐
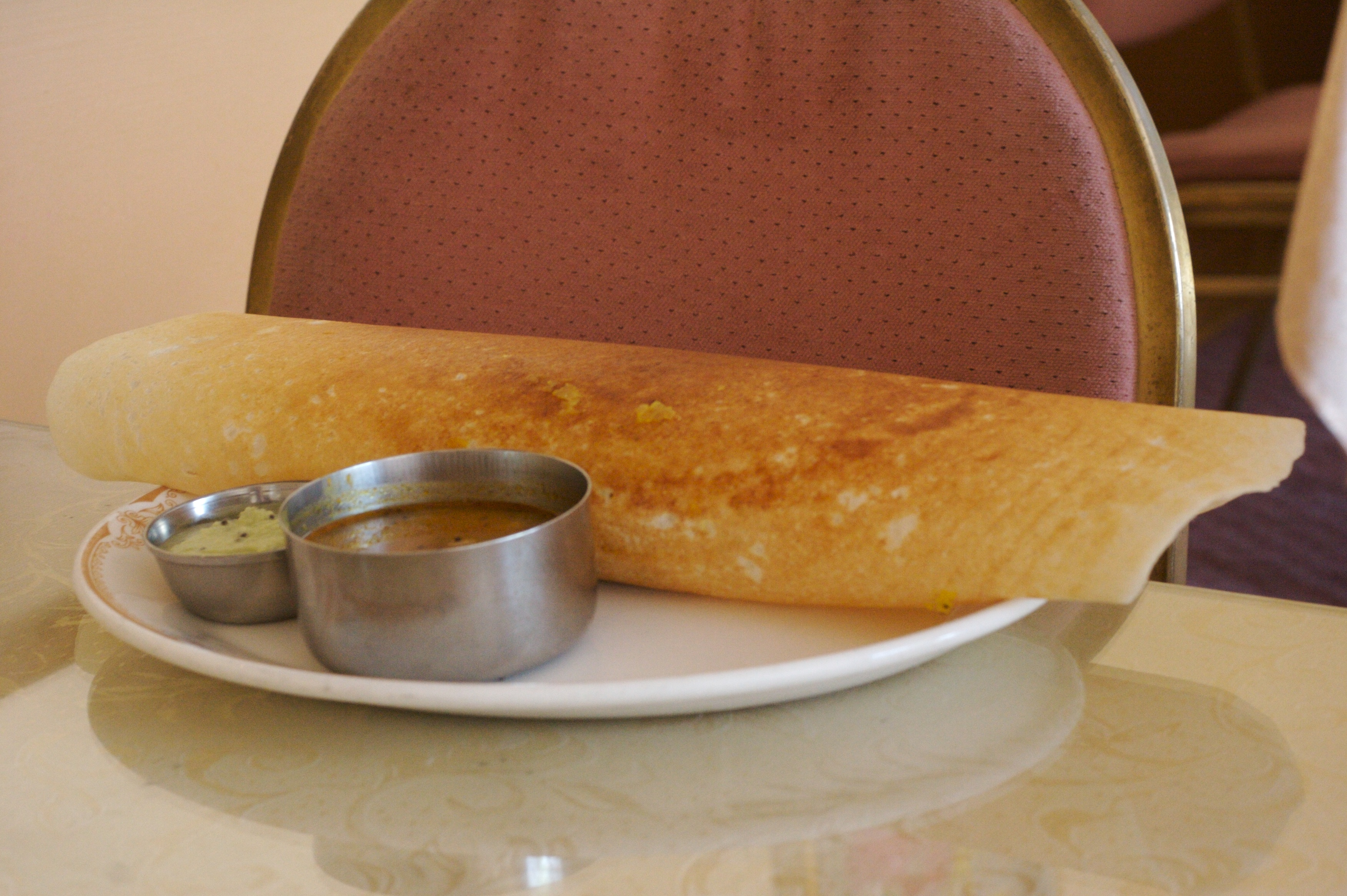
南印度煎餅搭配酸辣醬
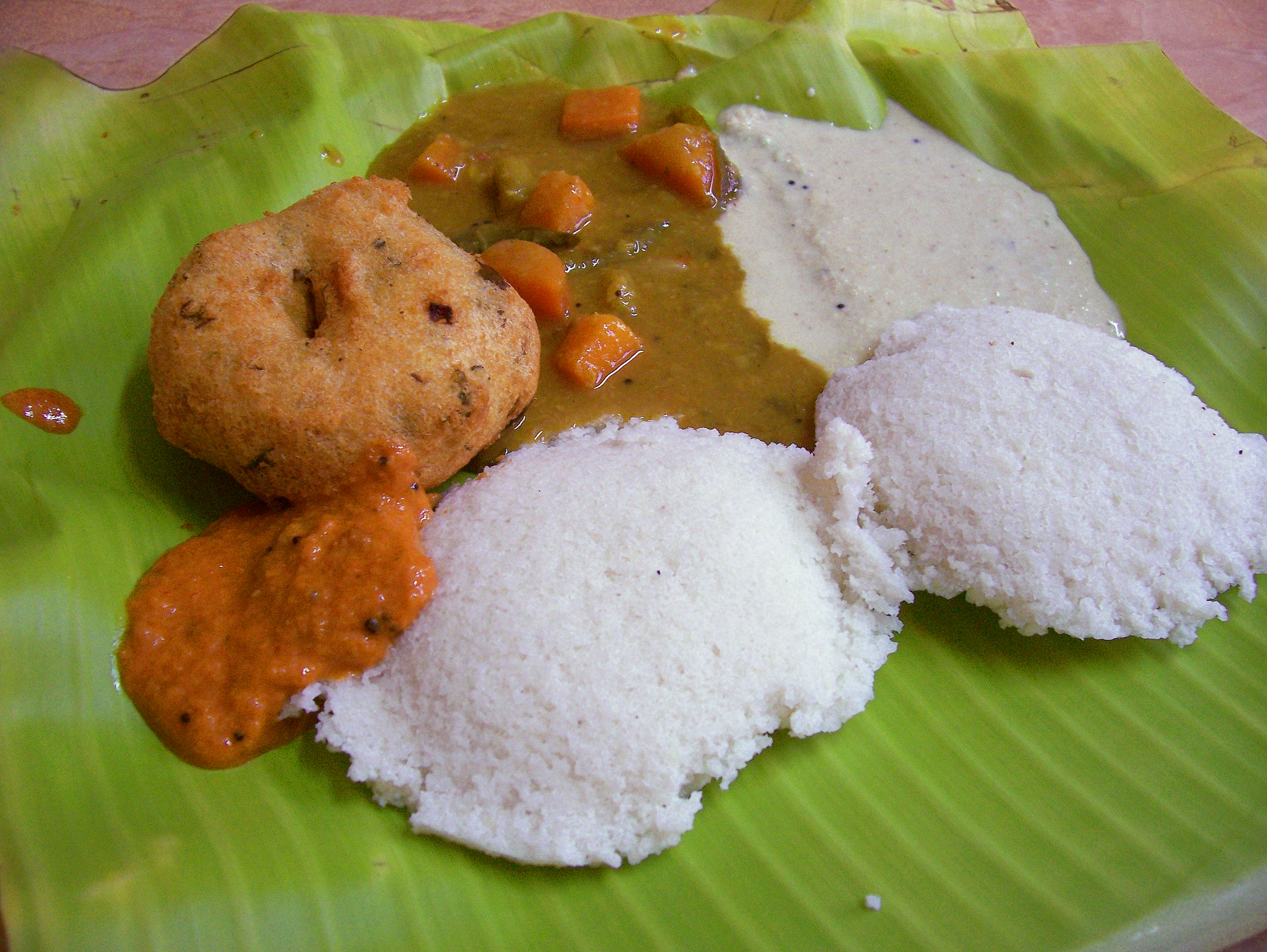
南印度早餐有炸餅和煎餅搭配酸辣醬
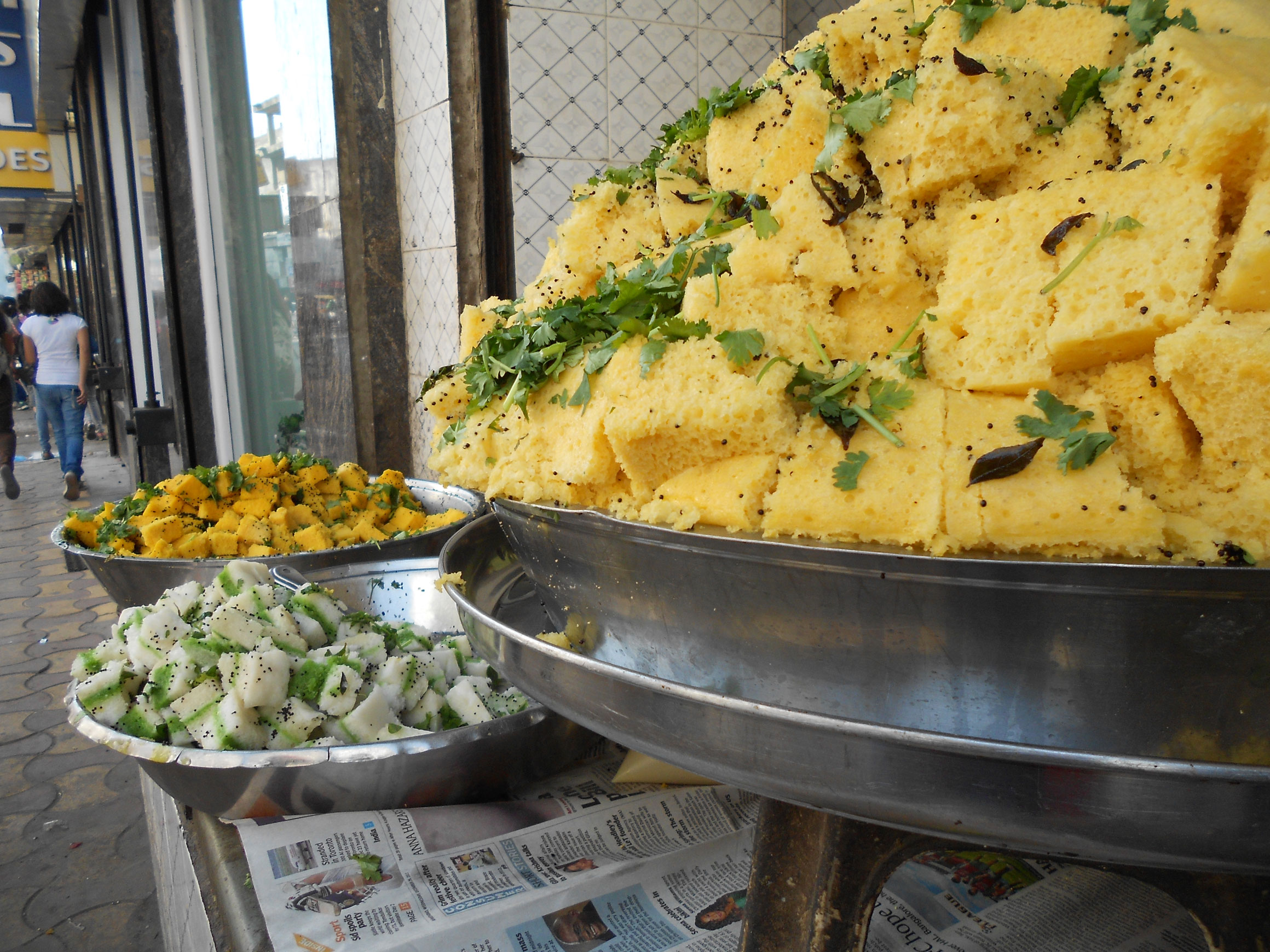
Dhoklas在古吉拉特邦的一個市場上出售
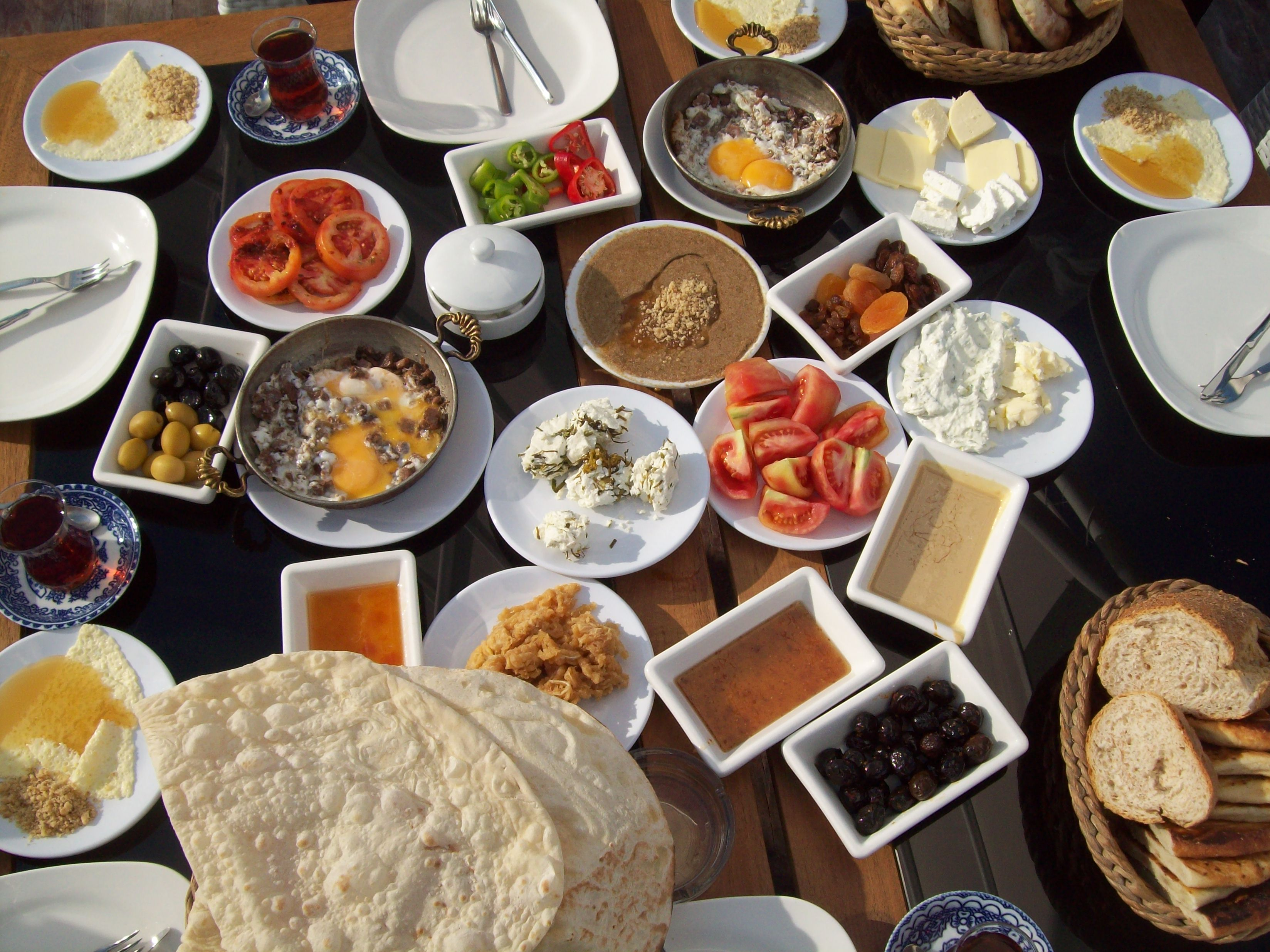
凡城以土耳其早餐著名
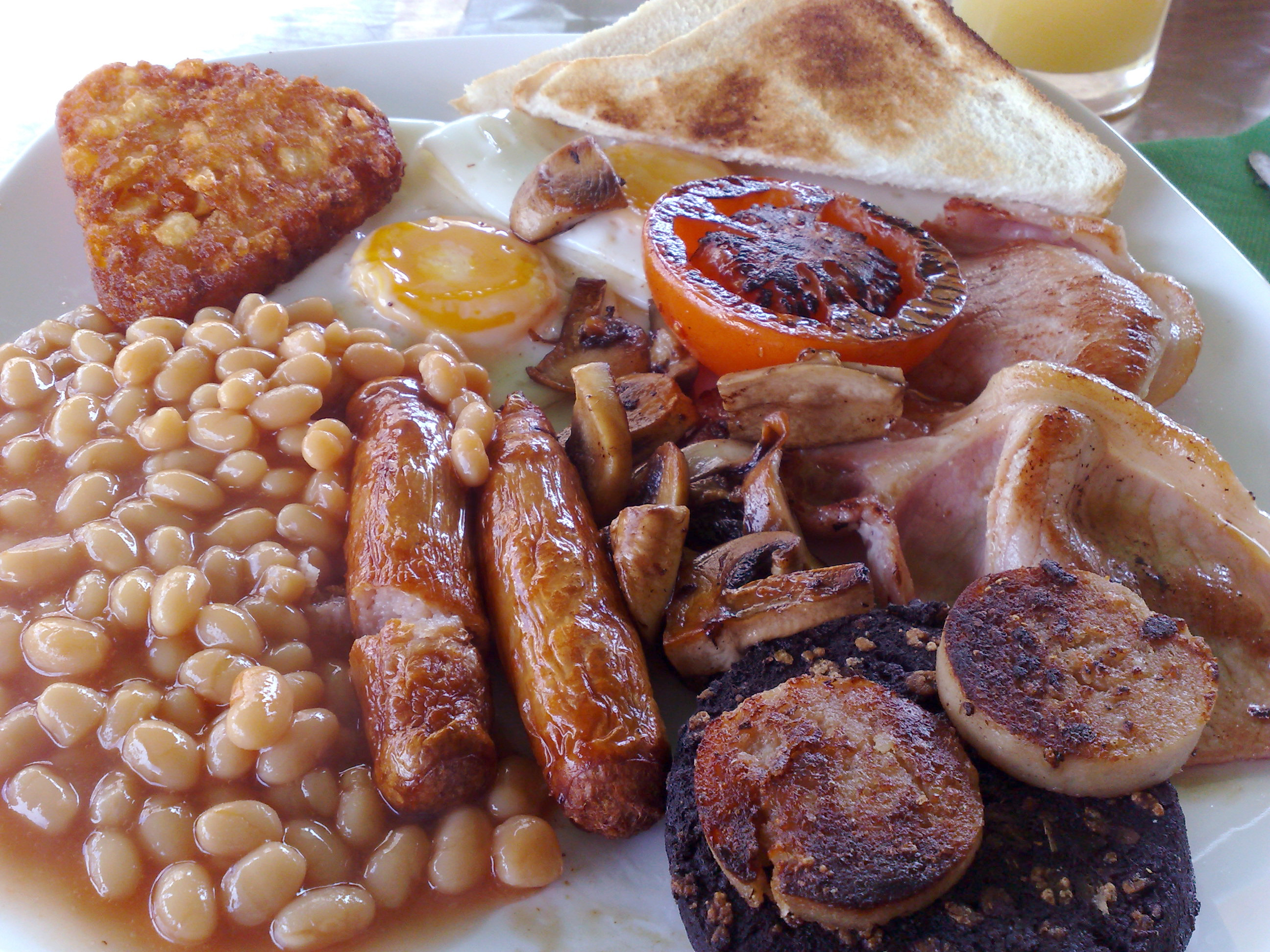
全套的英式早餐包含炒雞蛋，香腸，黑布丁，培根，蘑菇，烤豆，薯餅和半西紅柿
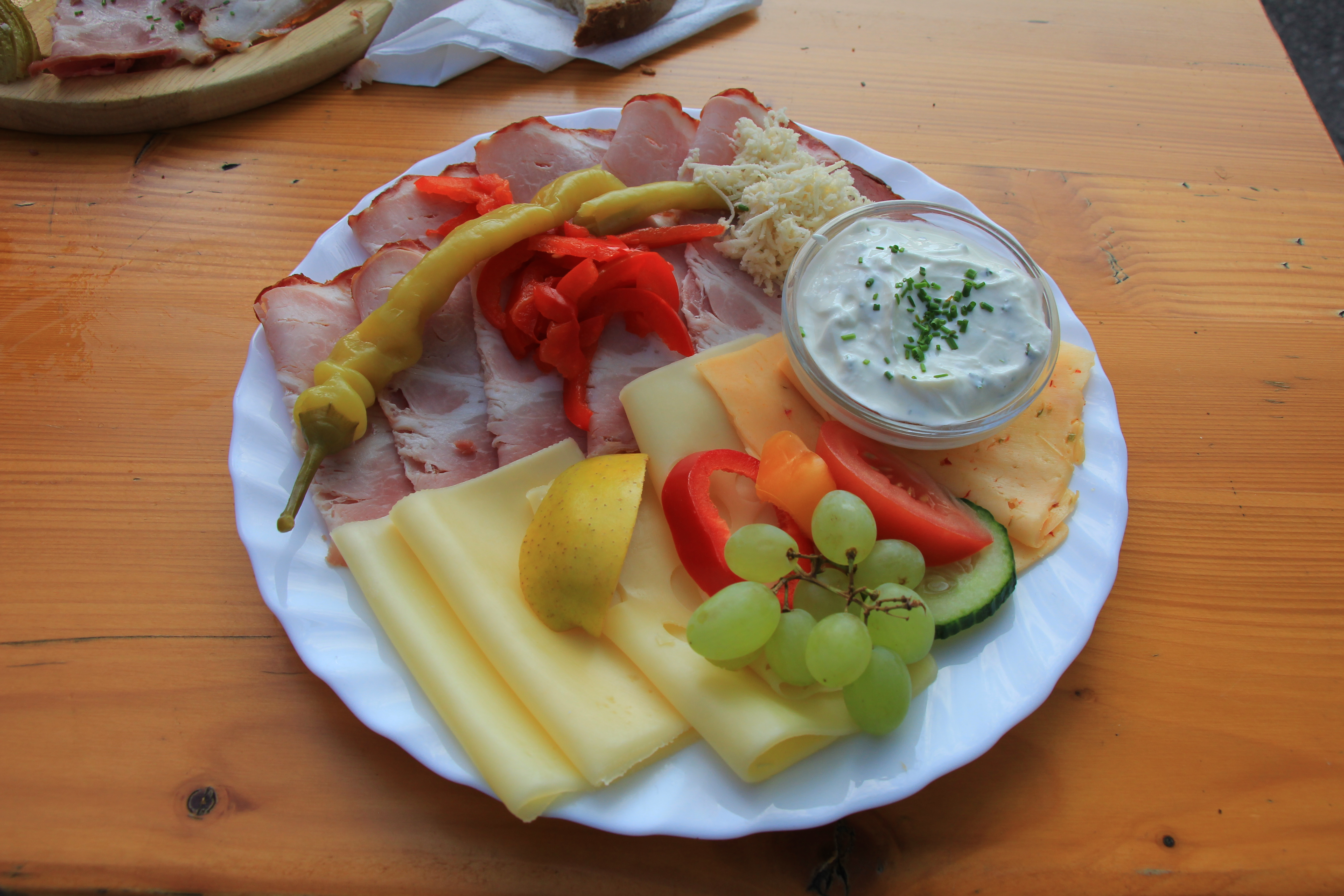
英國特色早餐
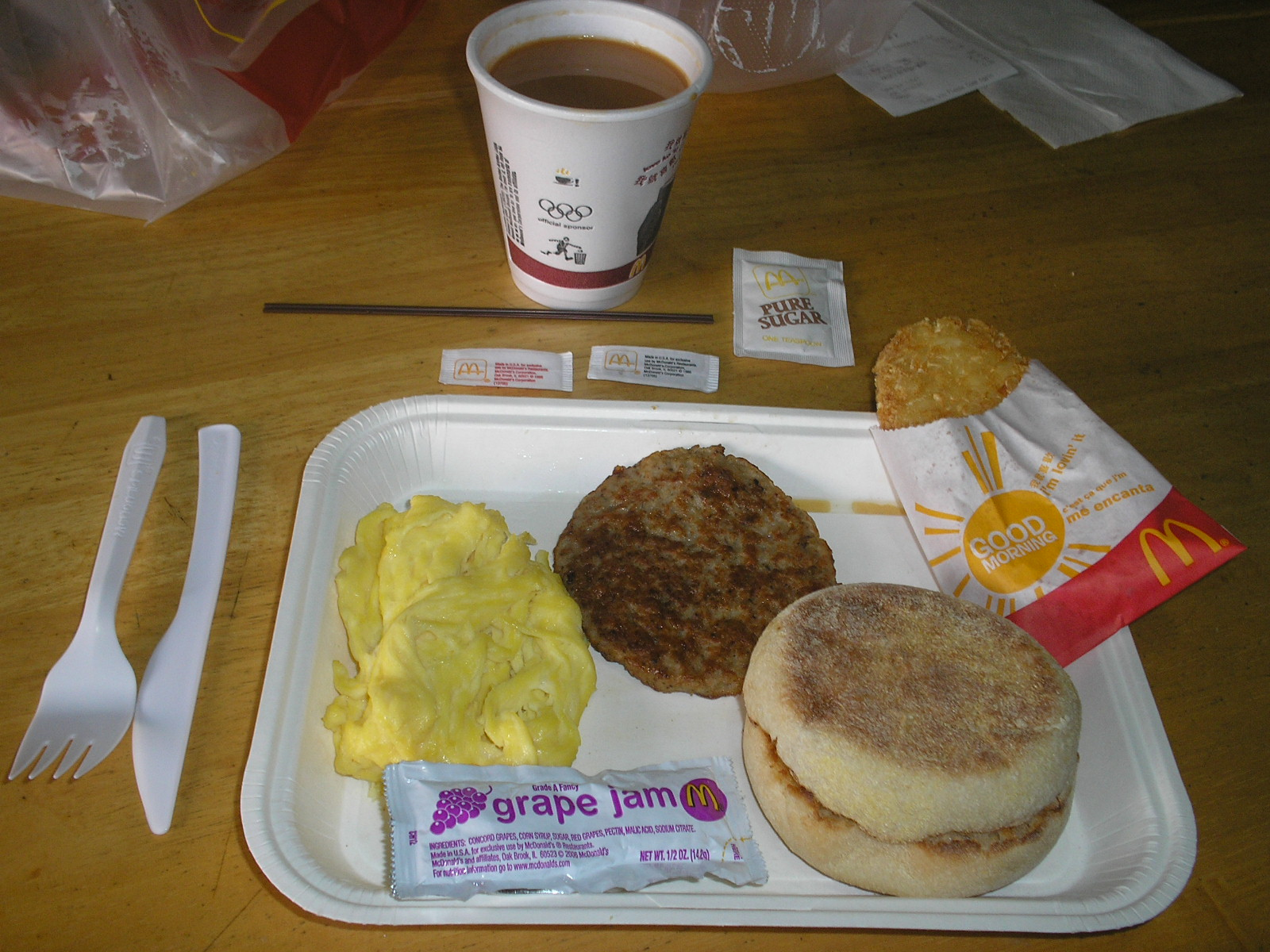
麥當勞的經典大早餐（Big Breakfast）
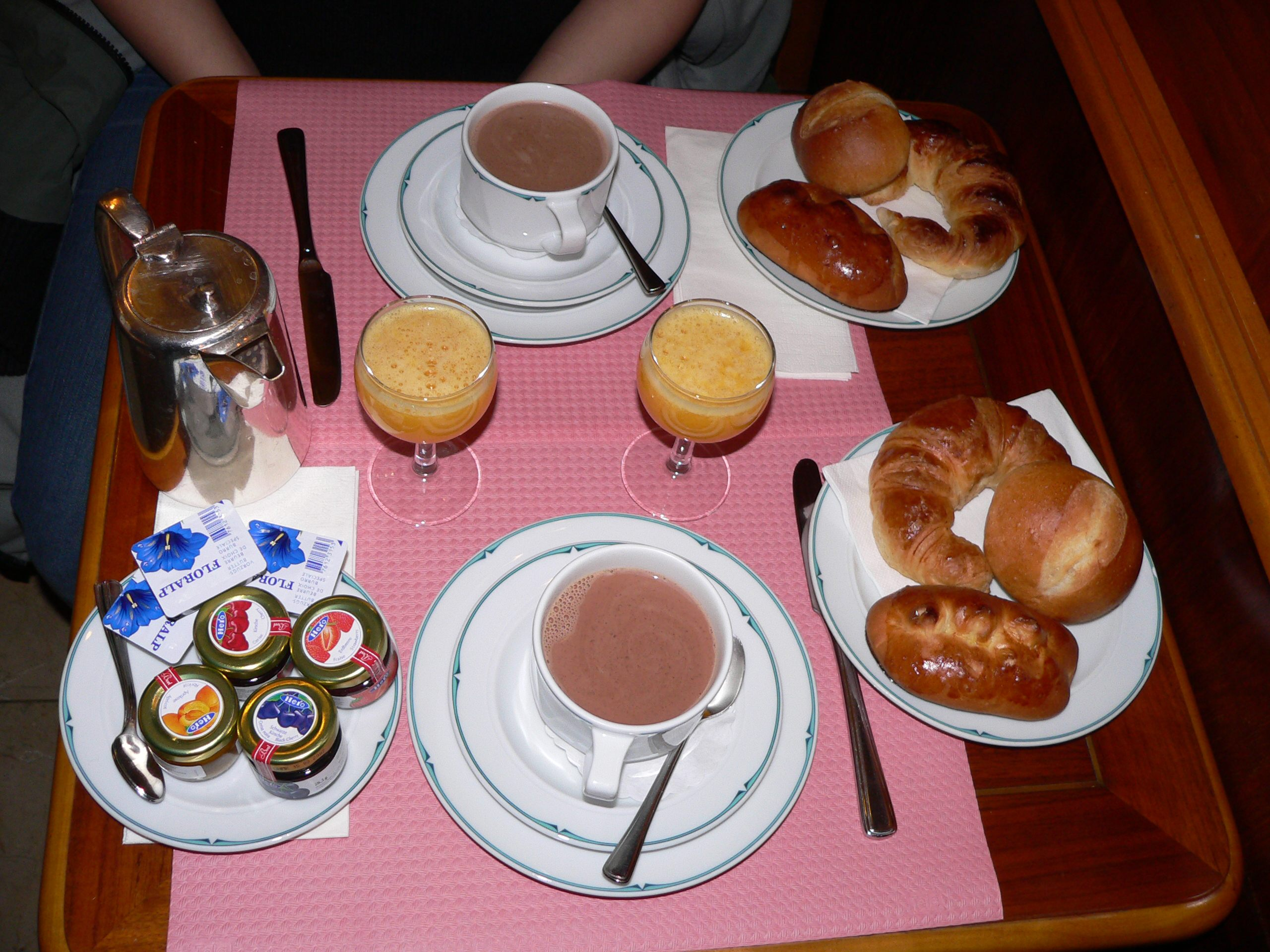
兩人份歐陸式早餐
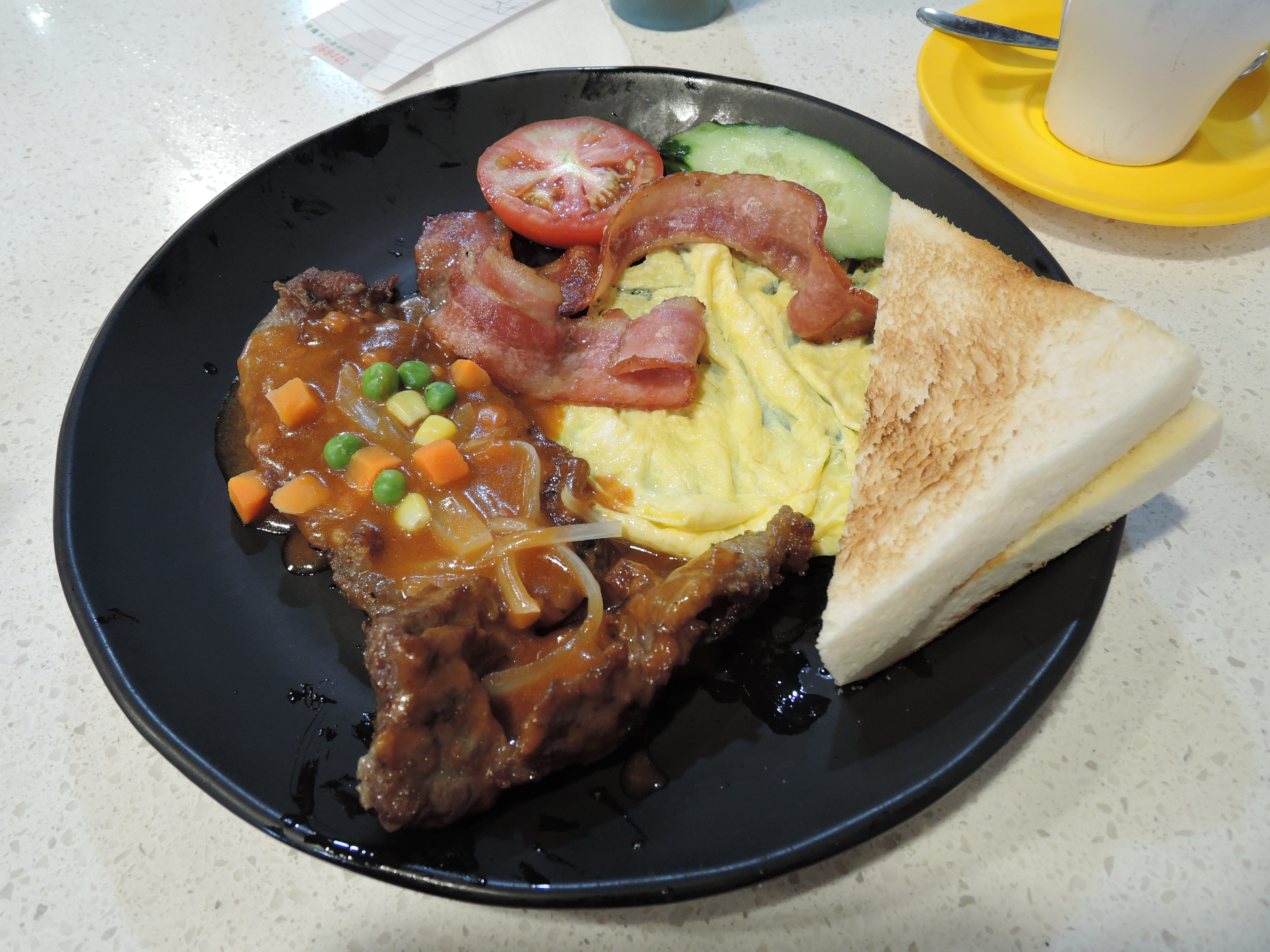
西方自家製早餐
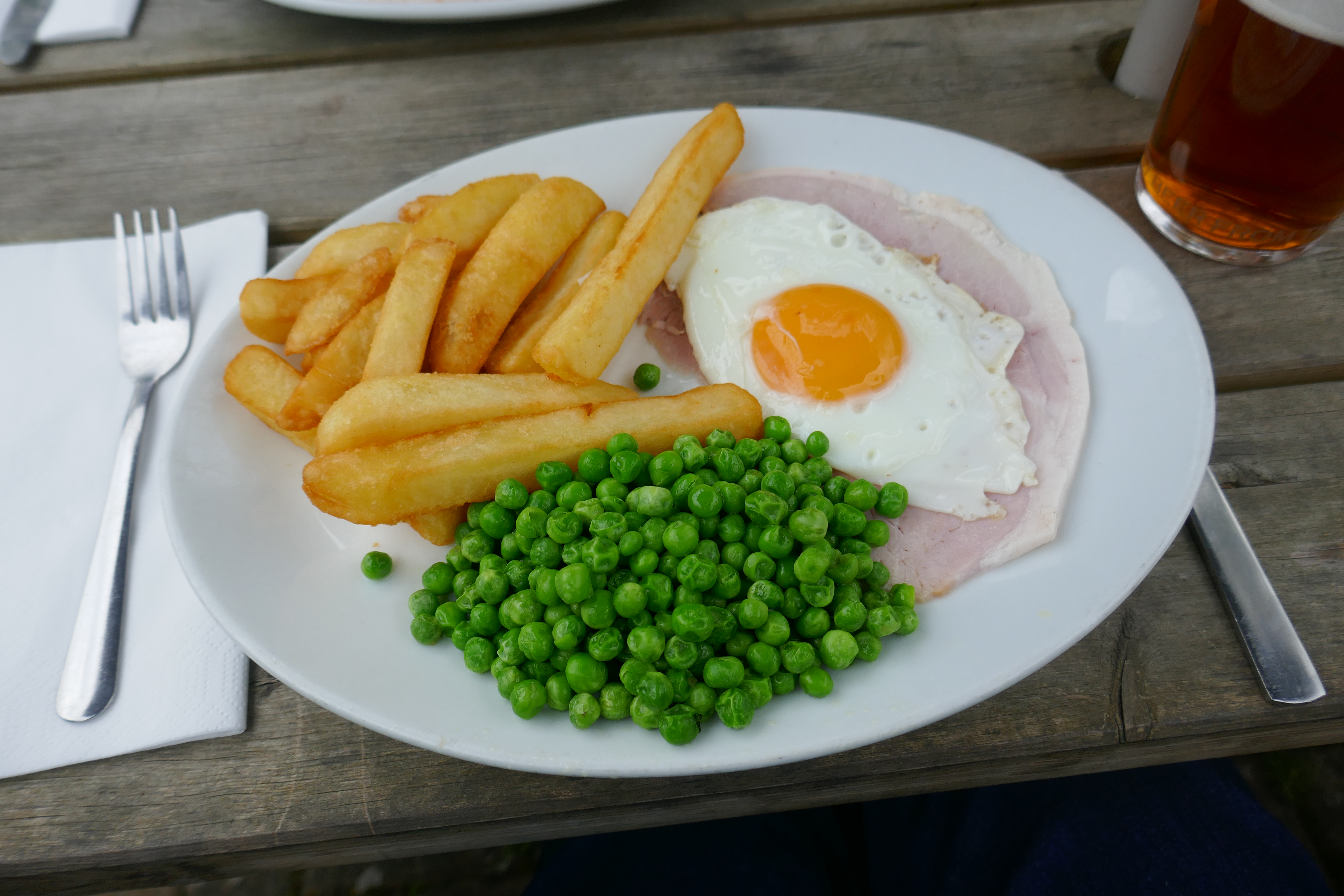
西餐廳美國早餐
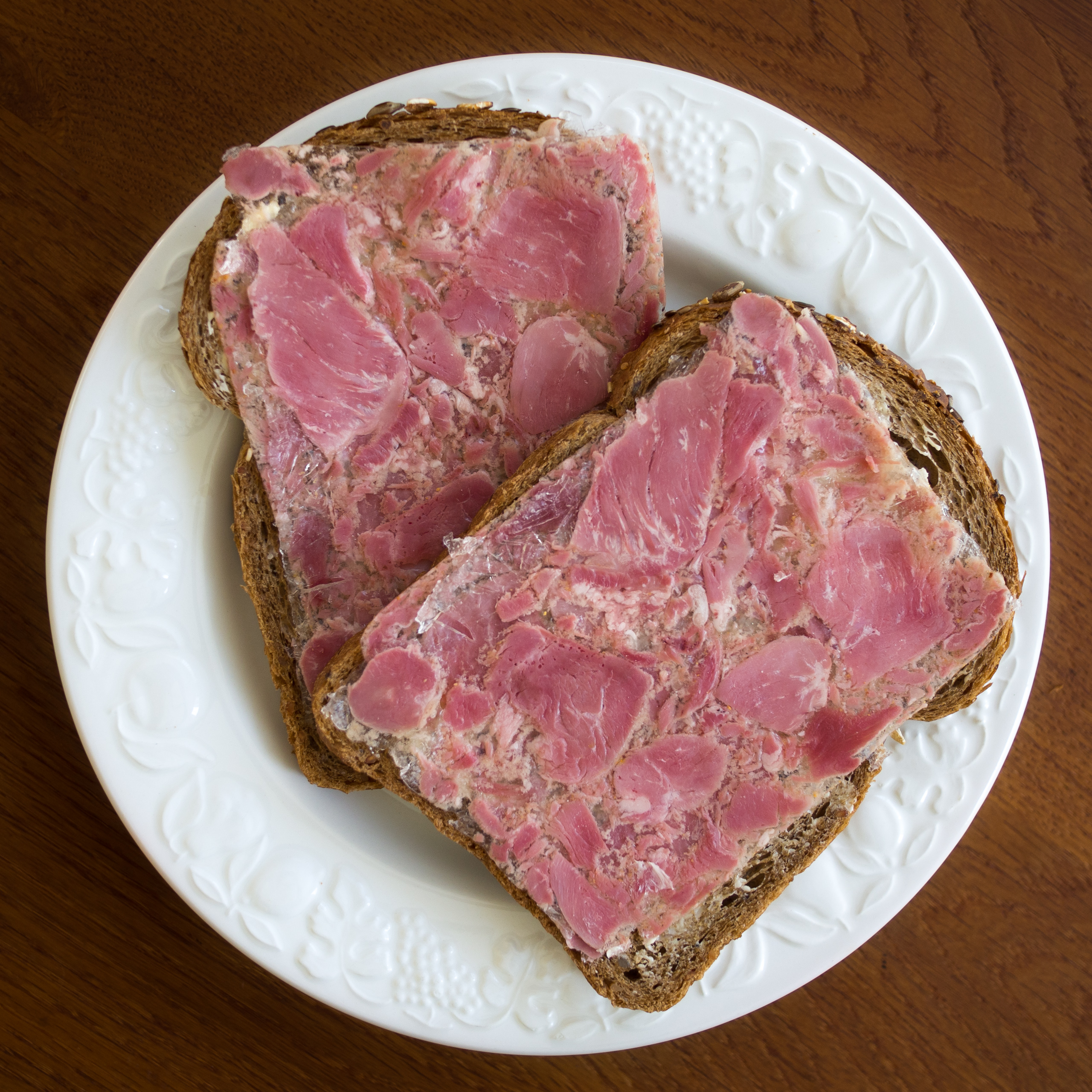
肴肉片夾麥包
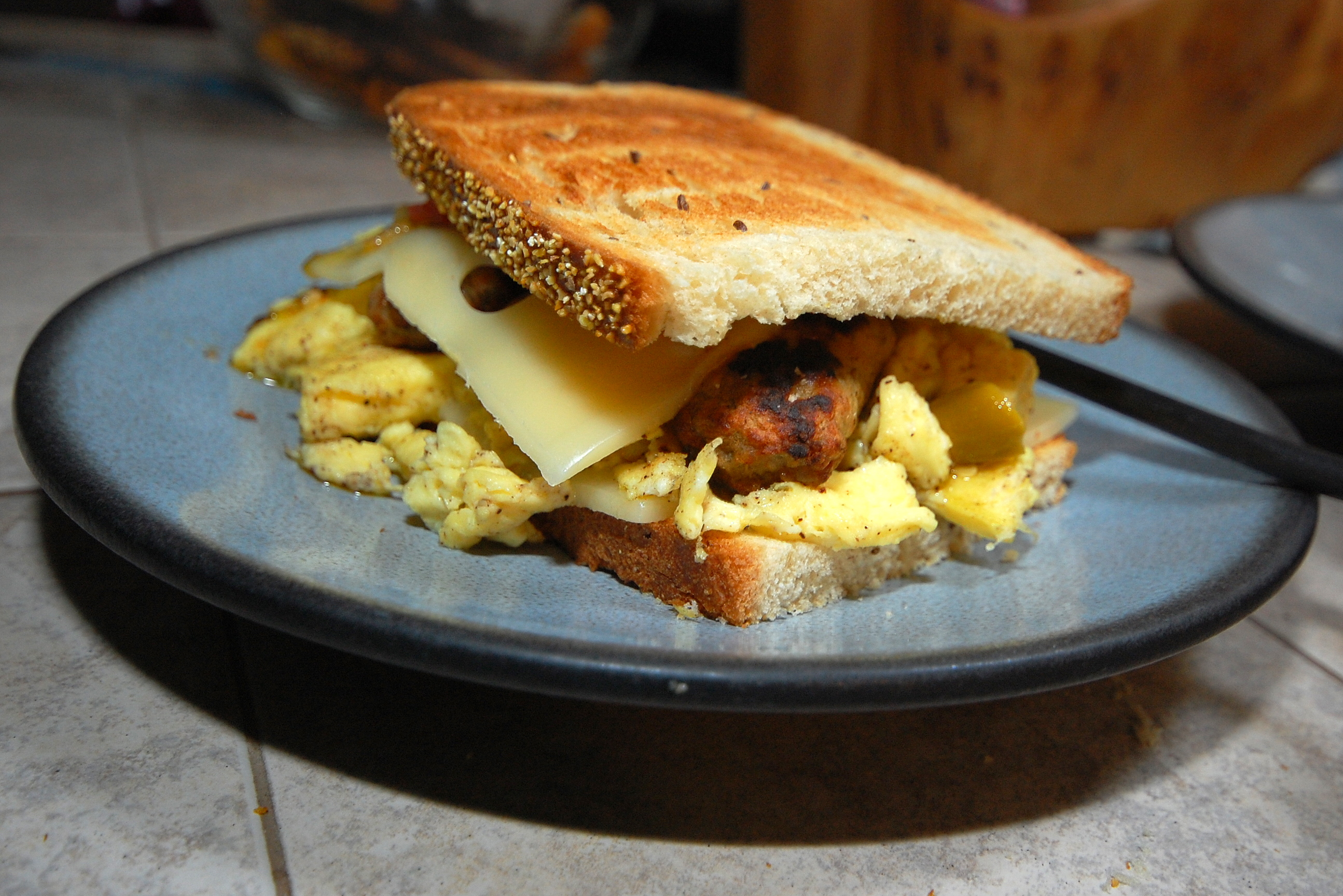
雞蛋乳酪三明治
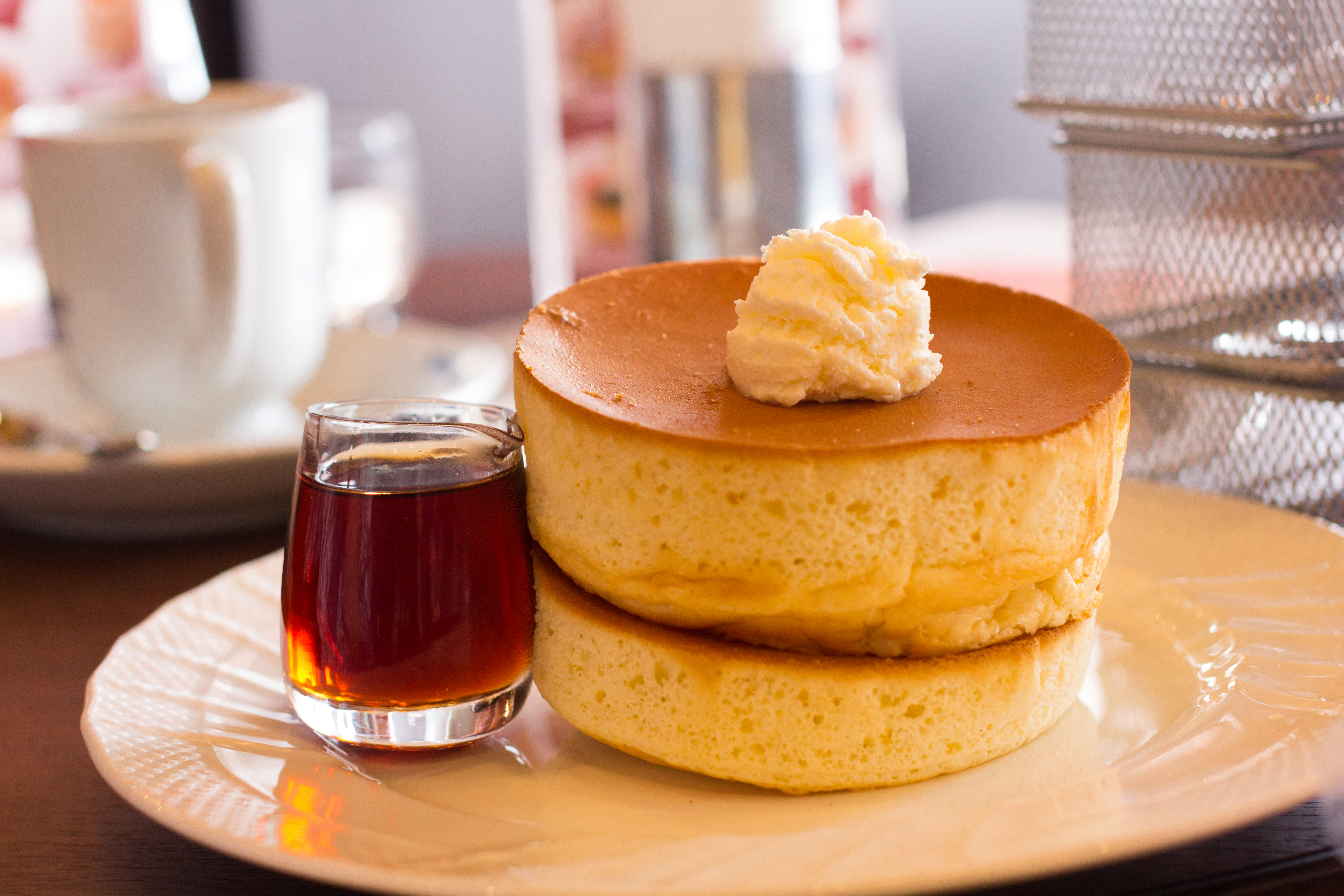
日本鬆餅和一瓶糖漿
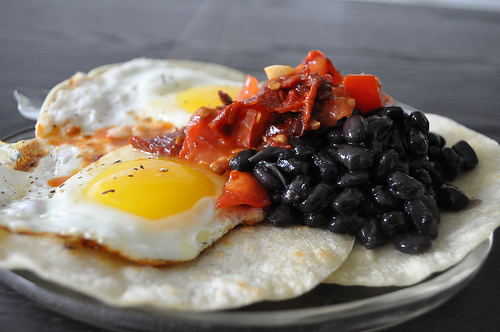
墨西哥早餐
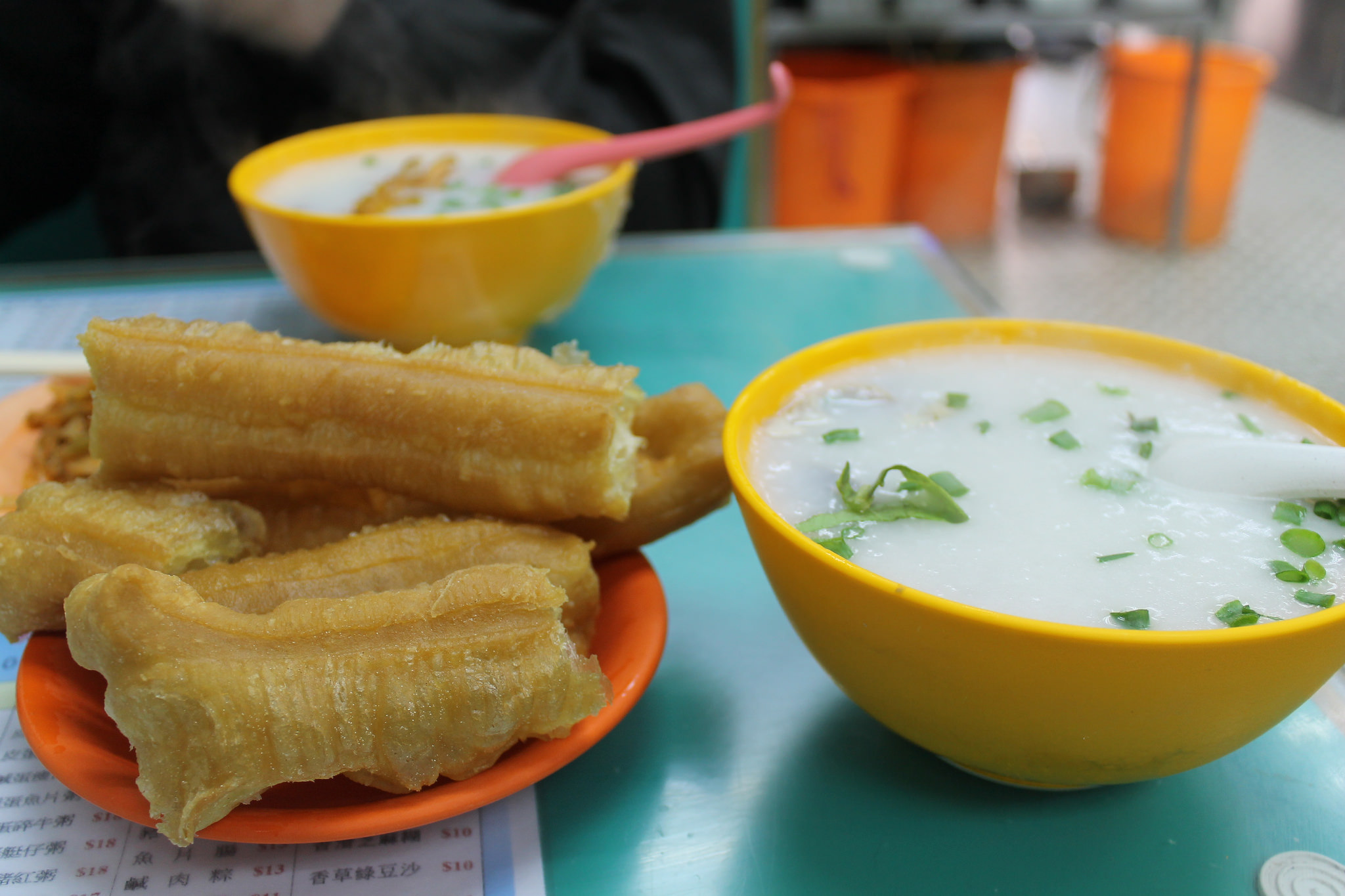
中式粥品套餐
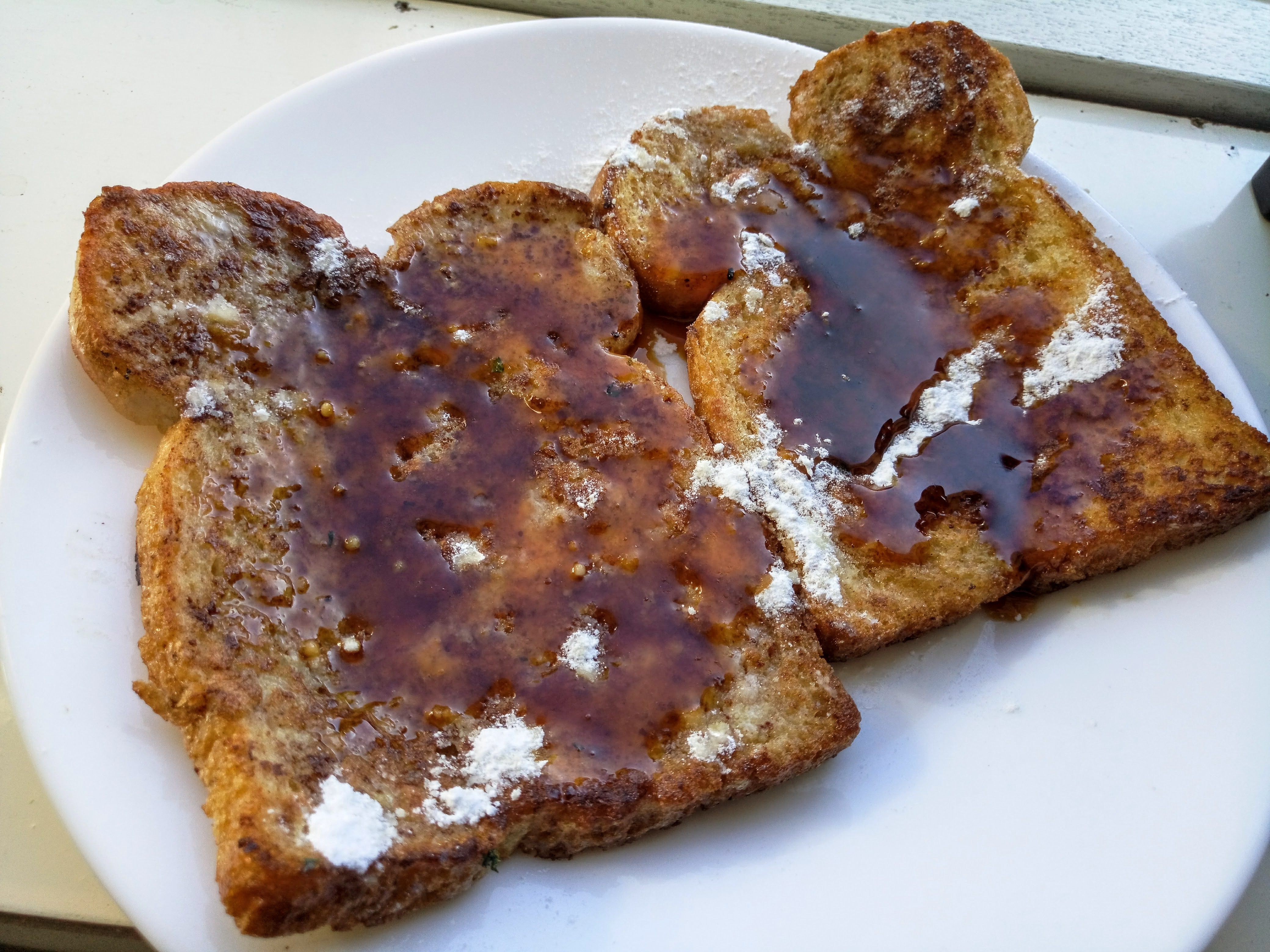
法國吐司早餐
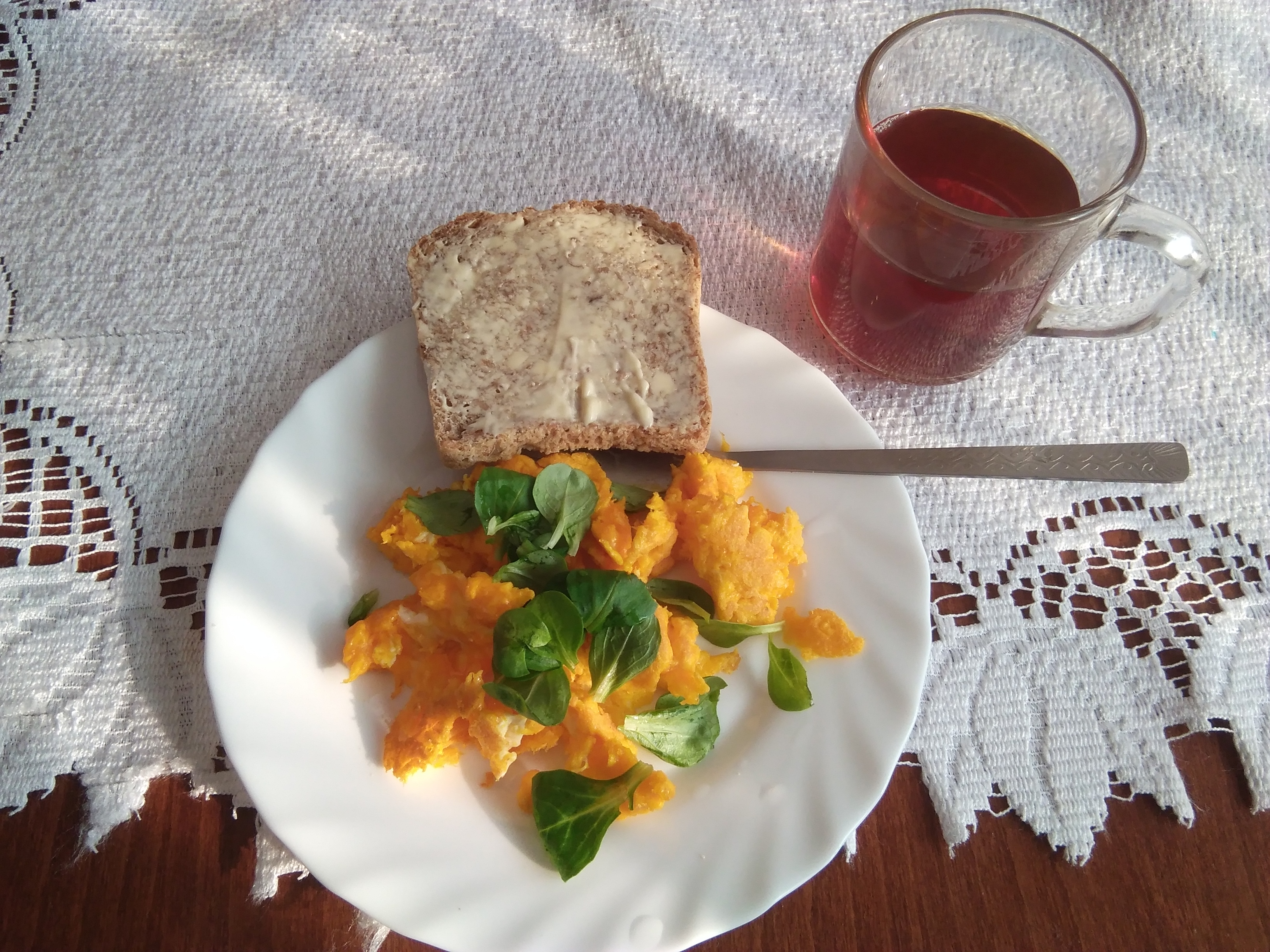
吐司套餐早餐
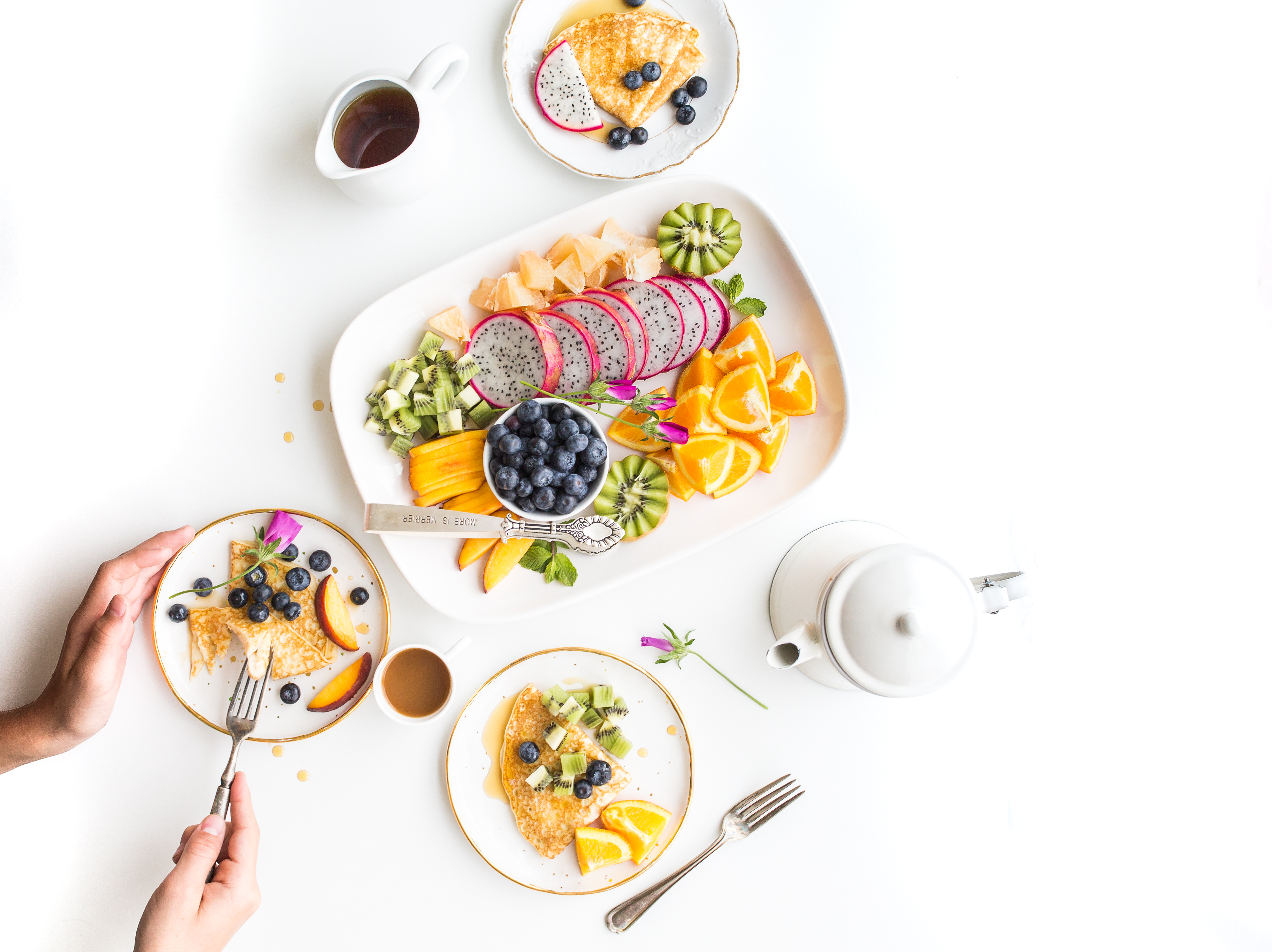
自製蔬果早餐
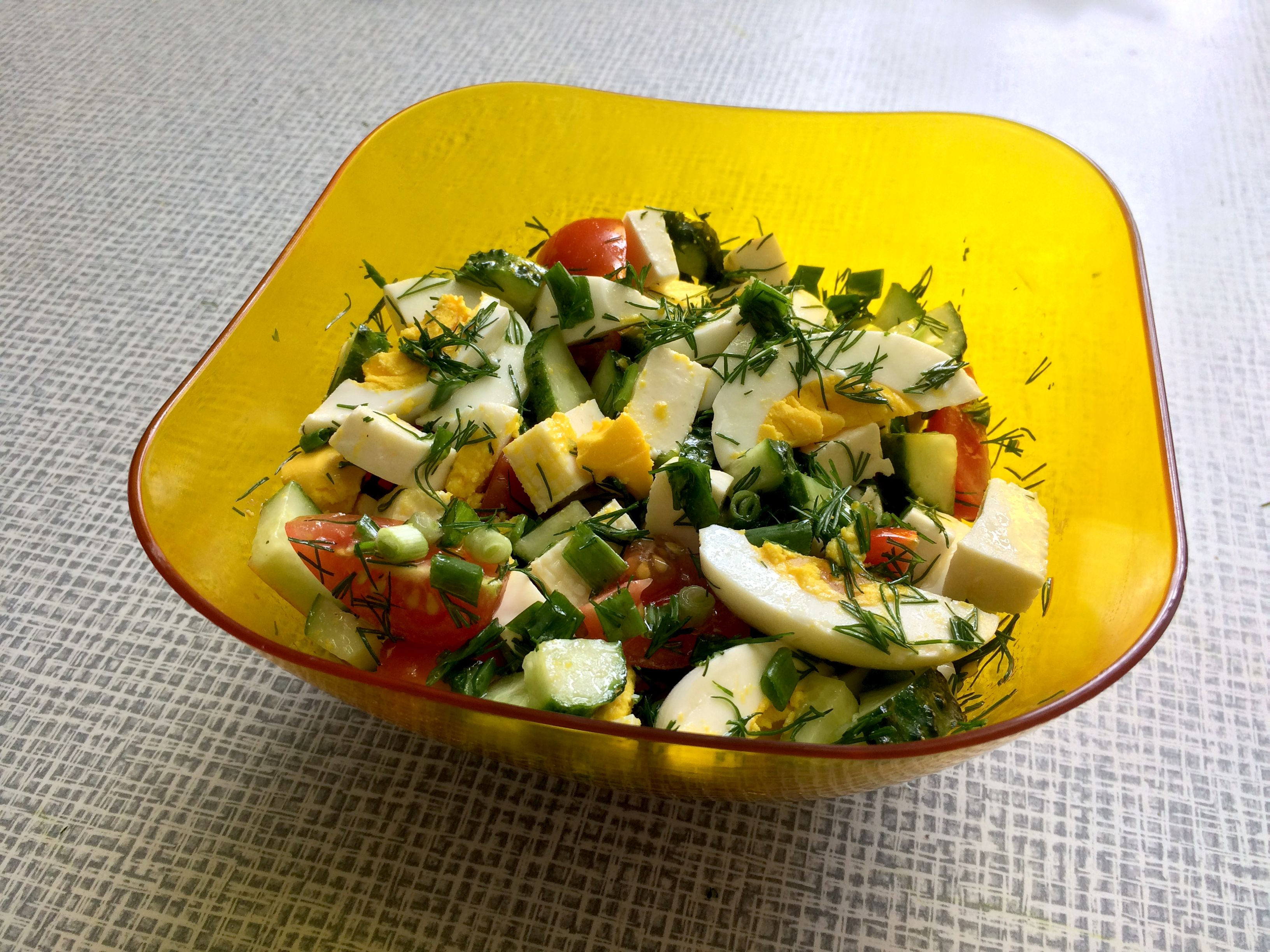
輕盈沙律早餐